# Menhir

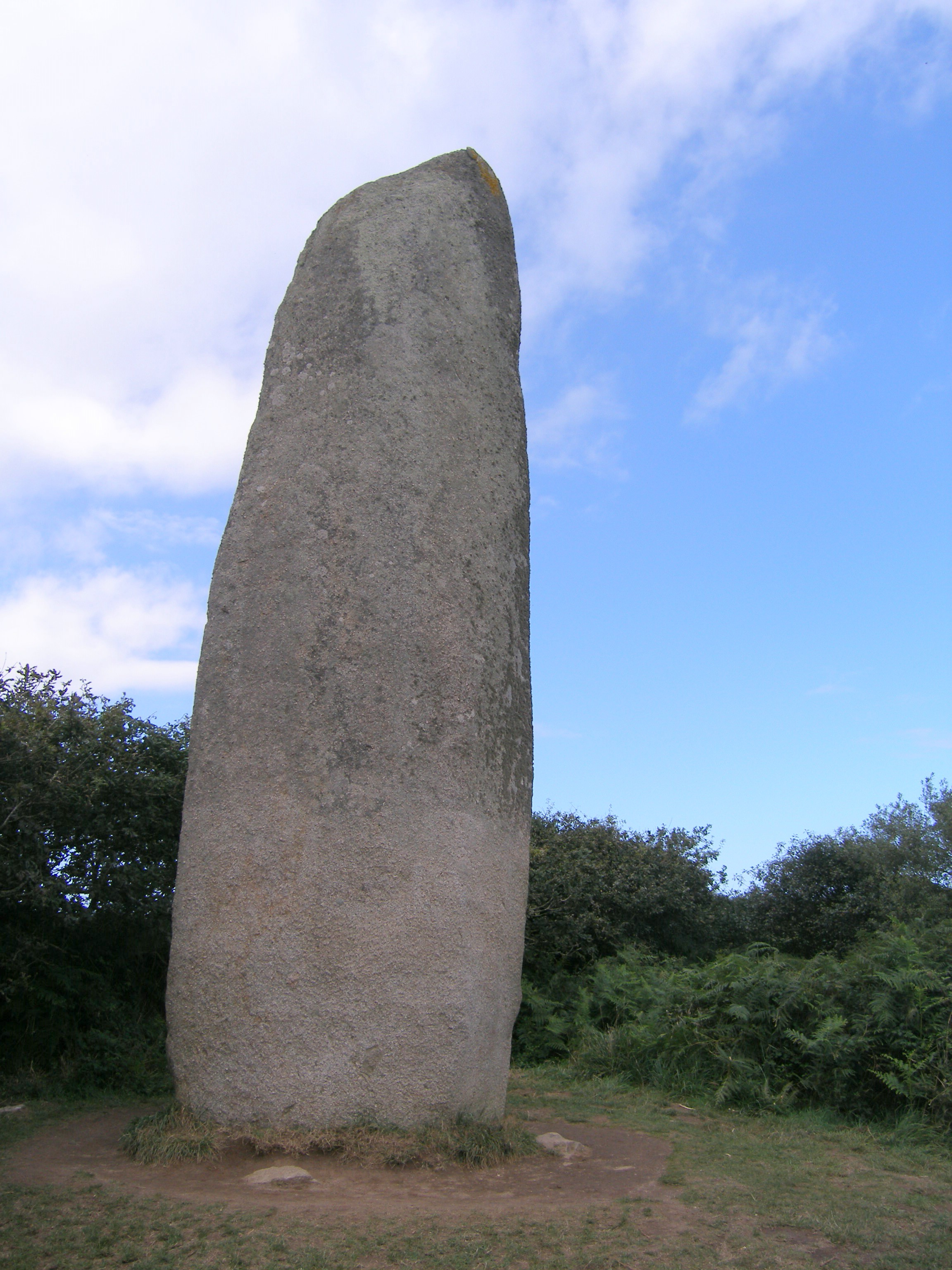
Le menhir de Kerloas, à Plouarzel (Finistère), plus grand menhir encore dressé de Bretagne.

Un menhir est une pierre dressée verticalement. Bien que le terme soit assez imprécis, l'utilisation du mot « menhir » repose sur un consensus implicite et permet de désigner, rapidement et facilement, une pierre de forme allongée mise debout dans un contexte préhistorique, constituant l'une des formes caractéristiques du mégalithisme.
Les menhirs se rencontrent de façon générale un peu partout en Afrique, Asie et Europe, mais c'est en Europe de l'Ouest qu'ils sont le plus répandus. Dans cette région, ils ont été érigés au Néolithique (de 5000 à 2200 av. J.C.).

## Étymologie

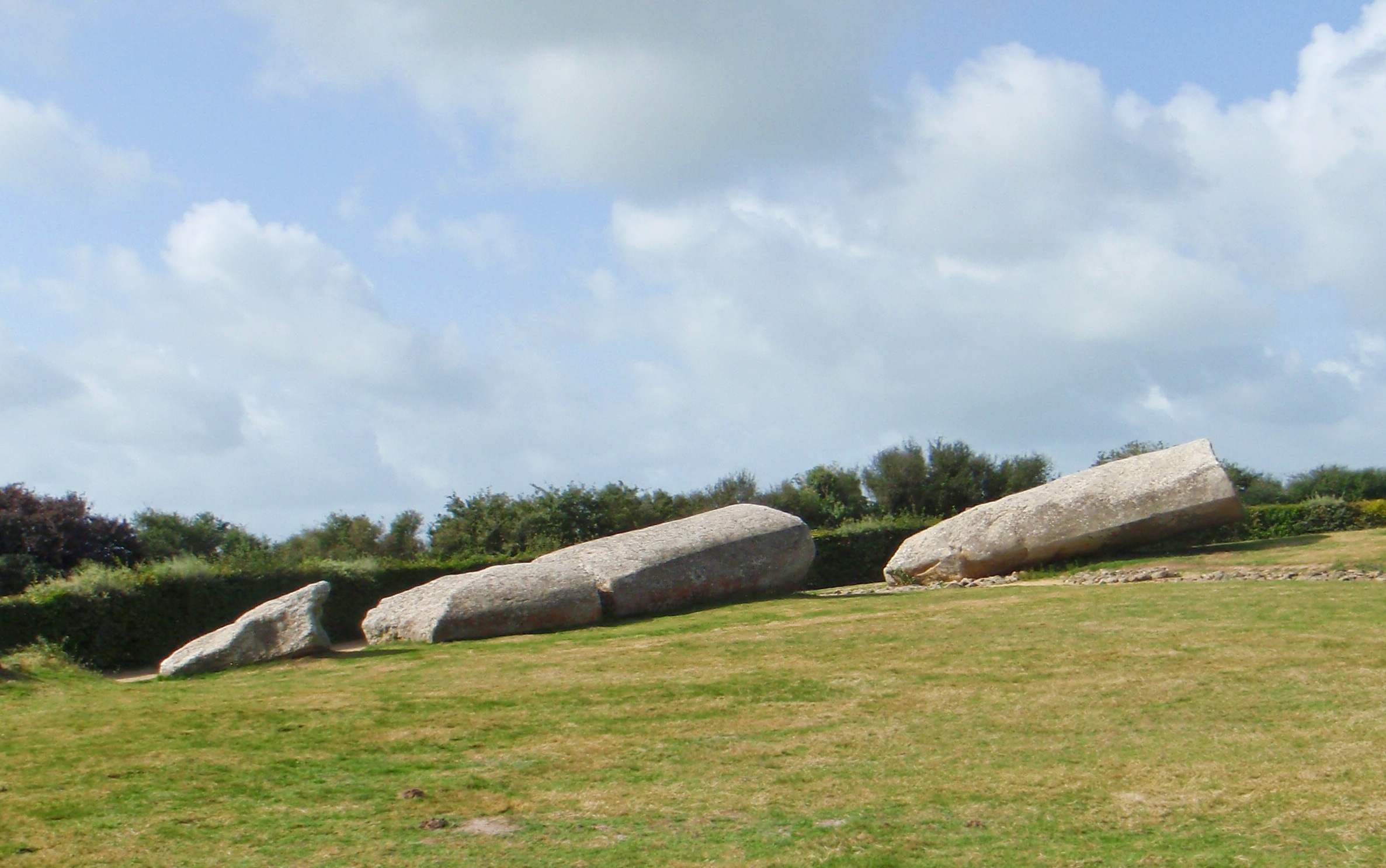
Couchés sur le sol, les quatre morceaux du Grand menhir brisé d'Er Grah, à Locmariaquer (Morbihan).

Le terme « menhir » est construit à partir du breton maen, « pierre », et hir, « longue ». Il semble que ce soit Théophile-Malo de La Tour d'Auvergne-Corret qui, le premier, officialise le terme « menhir », dans son ouvrage Origines gauloises. Celles des plus anciens peuples de l'Europe puisées dans leur vraie source ou recherche sur la langue, l'origine et les antiquités des Celto-bretons de l'Armorique, pour servir à l'histoire ancienne et moderne de ce peuple et à celle des Français, publié entre 1792 et 1796. Cette appellation « menhir » est vite relayée par l'historien Pierre Jean-Baptiste Legrand d'Aussy (1737-1800). Le 7 ventôse de l'an VII (25 février 1799), Legrand d'Aussy fait, à l'Institut de France, une lecture de son ouvrage, Des Sépultures nationales, publié par la suite en 1824 :

« On m'a dit qu'en bas-breton ces obélisques bruts s'appellent ar-men-ir. J'adopte d'autant plus volontiers cette expression, qu'avec l'avantage de m'épargner des périphrases, elle m'offre encore celui d'appartenir à la France, et de présenter à l'esprit un sens précis et un mot dont la prononciation n'est pas trop désagréable. La nécessité où s'est vue la nation bretonne d'imaginer une expression pour désigner cette sorte de monument, semble annoncer qu'elle en avait chez elle une très grande quantité. [...]
Ar-men-ir, littéralement la pierre longue. Ar, dans la langue bretonne, de même qu'al dans la langue arabe, est l'article défini qui répond à notre le, la; le transporter dans notre langue en y joignant le nôtre, serait une faute, parce que ce serait employer deux articles au lieu d'un. Je dirai donc menir, et non l’almenir; de même qu'on dit le Koran, et non l’alkoran. »

Legrand d'Aussy a ainsi créé un mot de toutes pièces signifiant « pierre longue » qui n'implique pas que la pierre soit dressée (a fortiori de main d'homme) alors que le mot breton peulvan (peul/paol [pilier] et maen/man/van [pierre]), tombé en désuétude était beaucoup plus explicite,. Dans Le Cheval d'orgueil, Pierre Jakez Hélias évoque le mot breton de peulvan en ces termes :
Le vrai nom breton du monument préhistorique en question est bien peulvan (pieu de pierre ou pierre fitte) et non menhir (pierre longue), terme inusité au moment où parle le petit Louis. Il y a une ferme, sur la route de Plozévet, qui s'appelle Pleuvan
Dans les autres régions de France, avant la généralisation du terme « menhir », on utilise des locutions comme « pierre fichée », « pierre plantée », « pierre levée », « pierre longue », « pierre fiette », « pierre latte », etc. plus explicites ou leurs équivalents en langue régionale, lesquels ont été conservés par la toponymie (« Pierrefiche », « Pierrefitte », etc.).
En gallois, les pierres dressées sont aussi nommées maen hir, c'est-à-dire « pierre longue ».

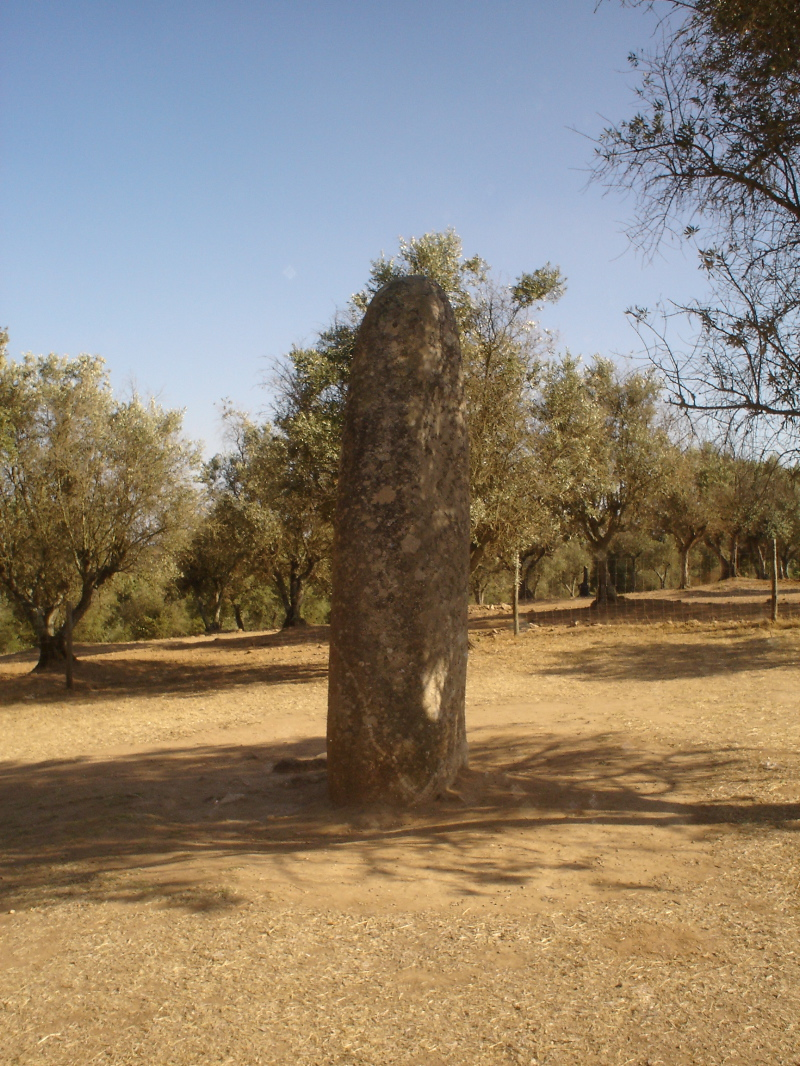
Menhir d'Almendres à Évora, Portugal.

## Caractéristiques générales
« Menhir est devenu un appellatif trop imprécis : cette “pierre longue” en breton ne présume ni d'une position érigée ni d'une intervention humaine. »

— Serge Cassen

« Dans l’Europe occidentale néolithique, l’érection de pierres plus ou moins colossales en systèmes plus ou moins complexes est une forme d’expression architecturale qui fait pendant à l’édification de sépultures monumentales pour constituer ce que l’on appelle « le Mégalithisme ». »

Dans l’Europe de l'ouest, l'érection de pierres constitue l'une des formes caractéristiques du mégalithisme durant le Néolithique, jusqu'à la fin du Chalcolithique. Les pierres dressées durant la Protohistoire sont généralement appelées « stèles » et localement en Europe de l'ouest « lechs », plutôt que « menhirs ». Contrairement aux dolmens, aucun manuel, aucun dictionnaire, aucun inventaire mégalithique ne définit de manière détaillée ce qui distingue un menhir d'une simple pierre dressée, et très peu d'études  définissent spécifiquement les critères d'authentification de ces blocs de pierre sur la base de caractères systématiques. De plus, les deux pratiques (érection de dolmens et érection de menhirs) ne sont pas nécessairement liées : il existe des régions avec de fortes concentrations de menhirs à peu près dépourvues de dolmens et inversement, et lorsque les deux situations coïncident rien n'indique que leur apparition soient contemporaines. La problématique tient autant aux problèmes de datation, liés à la rareté ou l'absence d'un matériel archéologique associé, qu'à la difficulté à interpréter la fonction des menhirs. L'attribution sémantique que l'on donne au mot « menhir » repose ainsi sur un consensus implicite, il permet de désigner rapidement :

« Une pierre de forme allongée mise debout dans un contexte préhistorique en général non funéraire. »

Pour certains chercheurs, il aurait existé au Néolithique, à côté de ces mégalithes, leurs équivalents en bois appelés, faute de terme adéquat pour les désigner, « menhirs en bois » là où la pierre faisait totalement défaut.

### Extraction et transport
La pierre utilisée est celle qui correspond au substrat rocheux local ou provient de sites d'extraction plus éloignés (granite, calcaire, grès...). En Bretagne, les menhirs sont souvent dressés à proximité de leur lieu d'extraction et le substratum géologique constitue une condition importante pour la sélection des blocs et l'emplacement de leur érection : le substrat géologique armoricain étant organisé selon des failles et des plissements dont l'orientation générale correspond à un axe est/ouest, les constructeurs du Néolithique semblent « avoir suivi les affleurements du substrat rocheux en adaptant les formes et les masses aux possibilités techniques du matériau ». Les menhirs en granite présentent souvent « une face relativement plane correspondant à une diaclase mise à profit par les Néolithiques ». D. Sellier a montré que la majorité des menhirs de Carnac provenaient d'affleurements naturels et non d'extraction en carrière : les vasques et les cannelures présentes sur les blocs permettent même d'en retrouver l'orientation primitive.
Bien que le transport soit une opération plus ou moins complexe selon la distance à parcourir, la nature du terrain traversé et la masse du bloc à transporter, de multiples tentatives d'archéologie expérimentale ont montré que ce type d'opération ne présente pas de problèmes majeurs en l'absence de moyens mécaniques modernes.

### Érection
Les menhirs sont des pierres dressées verticalement. En fonction du sous-sol rocheux, les menhirs sont plus ou moins enfoncés dans le sol (en général, sur environ un dixième ou vingtième de leur longueur totale) dans une fosse de calage creusée préalablement et calés par de petits blocs. Certains spécimens sont parfois très peu enfoncés au regard de leurs proportions imposantes mais dans ce cas c'est leur masse naturelle qui leur assure la stabilité. La découverte et la fouille d'une fosse de calage est une source très précieuse en archéologie : outre qu'elle peut permettre d’apprendre quelles techniques de construction furent utilisés (préparation du sol, sens du relevage) elle peut aussi être l'occasion de recueillir du matériel archéologique (charbons de bois permettant une datation au carbone 14, objets lithiques, tessons de céramique, fragments métalliques...) qui permettront de dater plus ou moins approximativement la date d'érection du menhir.
La taille des menhirs varie fortement, de quelques dizaines de centimètres à plusieurs mètres de hauteur. La pierre peut avoir été dressée telle quelle, dans son état brut, ou travaillée pour en régulariser les faces (par bouchardage au Néolithique, en employant des outils métalliques durant la Protohistoire) en tenant compte des qualités propres à chaque roche : le granite et le grès peuvent aisément être régularisés par bouchardage, le quartz ou le schiste ne se prêtent pas à la taille, schistes et certains calcaires se débitent facilement en dalle.
Les menhirs sont dressés de manière isolée ou en groupe plus ou moins importants. Lorsqu'ils sont alignés en file, ils peuvent former des alignements mégalithiques ou des enceintes mégalithiques de formes variées (circulaire, rectangulaire ellipsoïdale, trapézoïdale).

### Pierres dressées et faux menhirs
Dans tous les inventaires mégalithiques régionaux, réalisés fin XIXe siècle et dans la première moitié du XXe siècle, beaucoup de pierres dressées ont été hâtivement qualifiées de menhirs sans preuves formelles, uniquement sur la base de leurs caractéristiques physiques (formes, taille, matériau), de traditions, de la toponymie ou de légendes associées. A contrario, l'absence d'existence d'une fosse de calage est généralement interprétée comme un indice pouvant remettre en cause l'authenticité historique d'une pierre dressée ; de même, la présence d'objets irrémédiablement attribuables à des périodes postérieures au Néolithique (romaine, médiévale, contemporaine, moderne) peut indiquer que le site fut fouillé postérieurement ou que le redressement de la pierre fut opéré (ou réopéré) à une période plus récente.
En 2005, une équipe d'archéologues belges a proposé une série de critères pour qualifier un monolithe, ou au contraire le disqualifier, d'être classifié comme étant un menhir. La méthodologie repose sur l'utilisation de deux catégories d'indices : la première catégorie comprend des indices de l'origine anthropique de l'érection du bloc étudié (en dehors de toute chronologie) et la seconde catégorie est relative à la datation de cette érection. La présence d'une fosse d'érection (avec ou sans blocs de calage), la position non naturelle du bloc, l'absence de correspondance entre la nature du matériau et celle du substrat rocheux local constituent des critères anthropiques évidents. La morphologie du bloc (retravaillée ou non et le type d'outil utilisé), l'insertion dans un ensemble mégalithique avéré voire daté, la présence de matériel archéologique (lithique, céramique, métallique) dans les environs immédiats du monolithe, la datation relative (forme du monolithe, gravures) ou absolue (datation au radiocarbone d'éléments osseux ou de charbons de bois retrouvés sur place) et même la mention du monolithe sur des documents anciens permettent une attribution/datation plus ou moins précise. Chaque catégorie peut-être complétée de la nécessité ou non de pratiquer une fouille de corroboration. Chaque critère est affecté d'un degré de fiabilité (simple indice, critère de présomption, critère absolu). Finalement, le recoupement des critères conduit à classer les monolithes étudiés en trois groupes (menhirs certains, probables ou à vérifier) ou au contraire à leur refuser tout caractère mégalithique. « Un menhir est ainsi considéré comme absolument certain s'il présente l'association d'au moins un critère absolu de redressement anthropique et d'un critère absolu de datation néolithique. L'association d'au moins un critère absolu de dressement anthropique et d'un critère de présomption de datation, dans un contexte strictement mégalithique, permet quant à elle d'atteindre une quasi-certitude. » Le statut « à vérifier » correspond au cas où il n'existe aucun critère absolu de dressement et aucun indice de datation. C'est un statut d'attente. A contrario, un monolithe ne peut être qualifié de menhir de manière certaine s'il existe des éléments attestant de son caractère naturel (bloc erratique, chaos naturel) ou de son redressement récent. En fonction de la nature géologique de la roche, des critères supplémentaires peuvent être pris en compte (traces d'érosion, fissures, météorisation).

### Décorations et sculptures
L'exposition à la lumière du jour et aux intempéries nuisent à la conservation d'un éventuel décor et on a longtemps considéré que les menhirs n'étaient pas ornés. L'examen attentif de leur surface révèle parfois qu'ils peuvent avoir été gravés de formes abstraites (lignes, spirales, etc.) ou de représentations d'objets plus ou moins identifiables (haches, crosse de bergers, jougs d'attelage...) ; les figurations d'animaux ou d'humains sont extrêmement rares et très abstraites. À l'exception des haches, aucun de ces motifs n'est certain et les noms employés pour les décrire le sont par pure commodité (hache-charrue, crosse, écusson...). La plupart de ces gravures ne sont plus désormais visibles qu'en lumière rasante, soit en raison d'une érosion du matériau support, soit parce qu'elles étaient initialement rehaussées par des couleurs désormais disparues (Espagne).
Au Néolithique final et à l'âge du bronze, les menhirs évoluent progressivement vers des stèles et des statues-menhirs, de taille plus modeste, gravées et/ou taillées en bas-relief ou en ronde-bosse, parfois sur plusieurs faces, avec des  représentations de caractères anthropomorphes (visage, seins, bras et mains, jambes et pieds) et/ou d'attributs caractéristiques (colliers, pendeloque, crosse, arme, le baudrier, éléments vestimentaires...). Les pierres sculptées témoignent d'une individualisation : toutes les pierres dressées (menhirs, stèles, statues) ont le même sens, les pierres anthropomorphes résultent d'une émergence de l'individu par rapport au groupe.

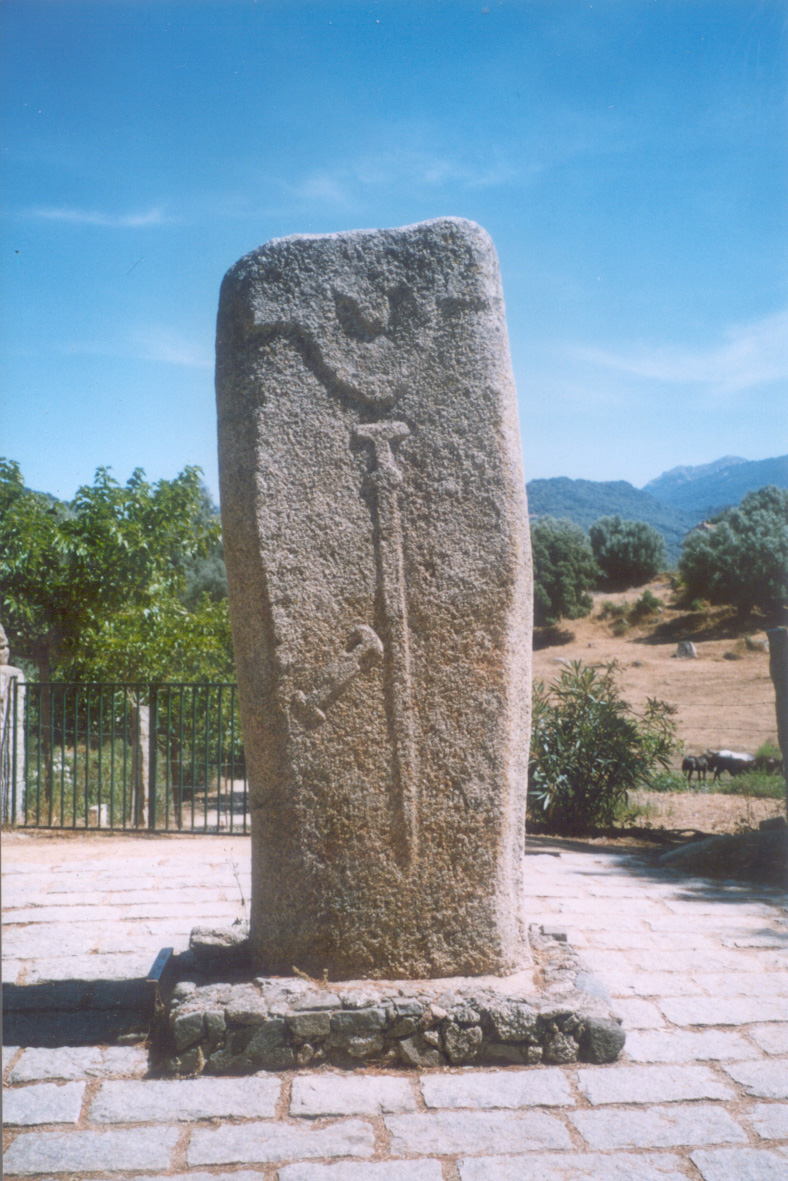
Menhir portant une gravure de dague, site de Filitosa (Corse).
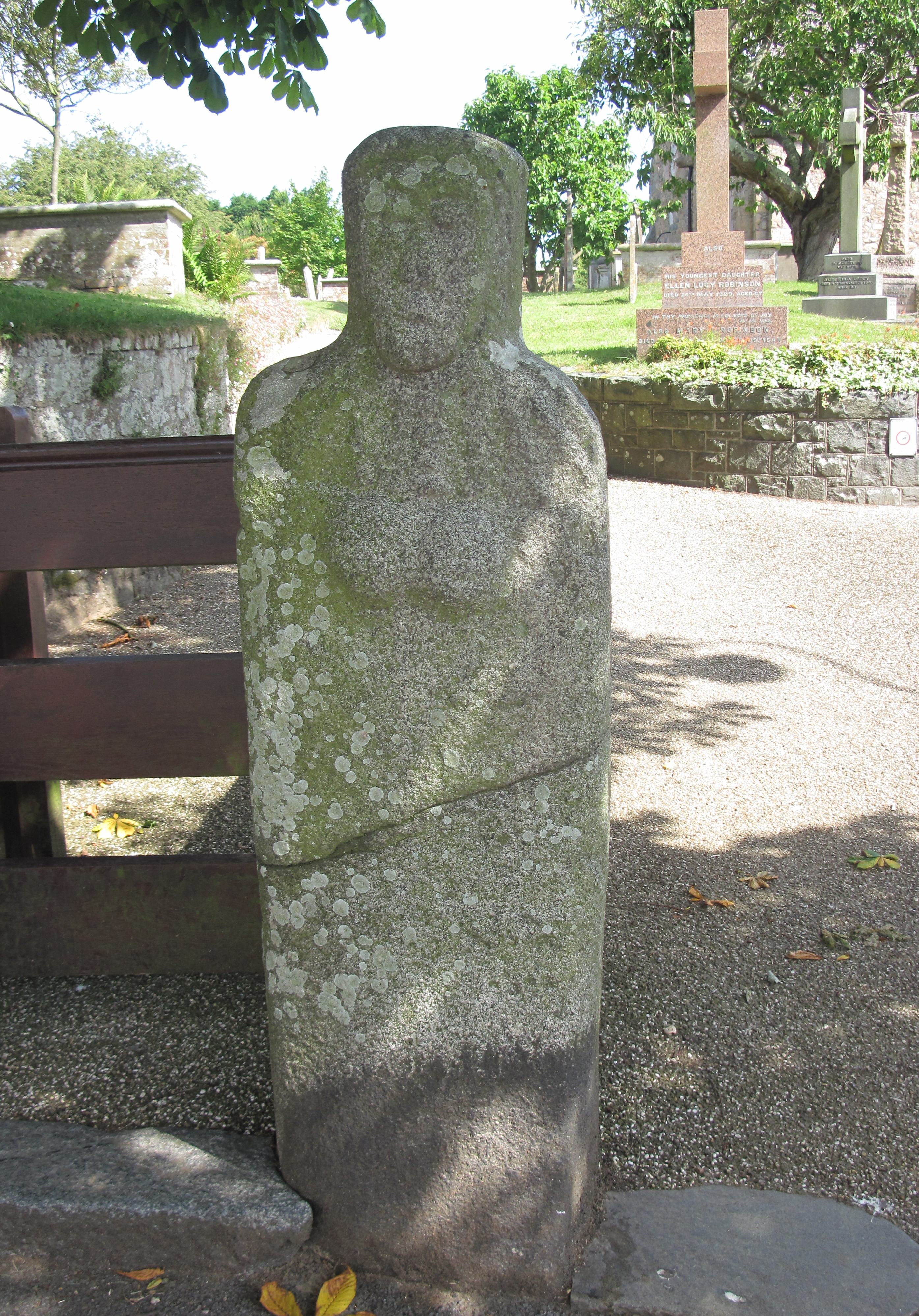
La Gran'mere du Chimquiere (Guernesey), statue-menhir.
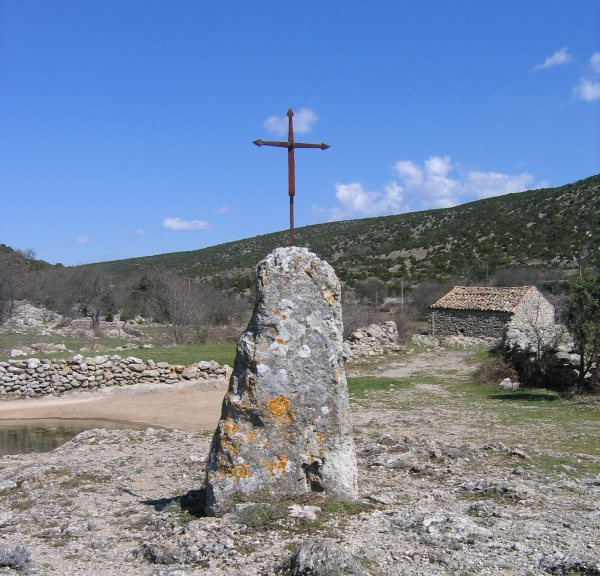
Pointe sommitale du menhir du Lacan des Lavagnes (Hérault, France), amputée et surmontée d'une croix.
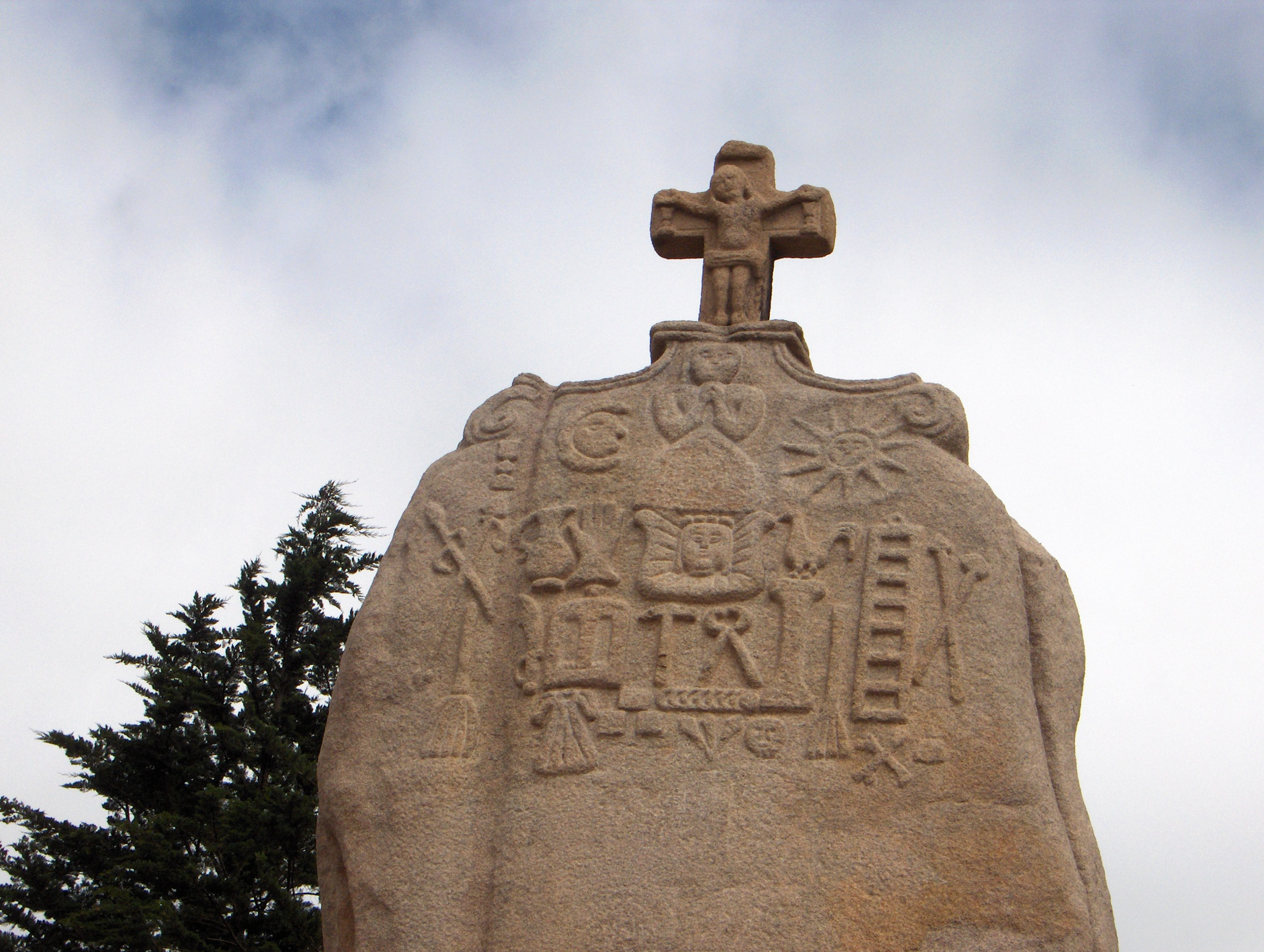
Menhir de Saint-Uzec à Pleumeur-Bodou (Côtes-d'Armor, France, christianisé.
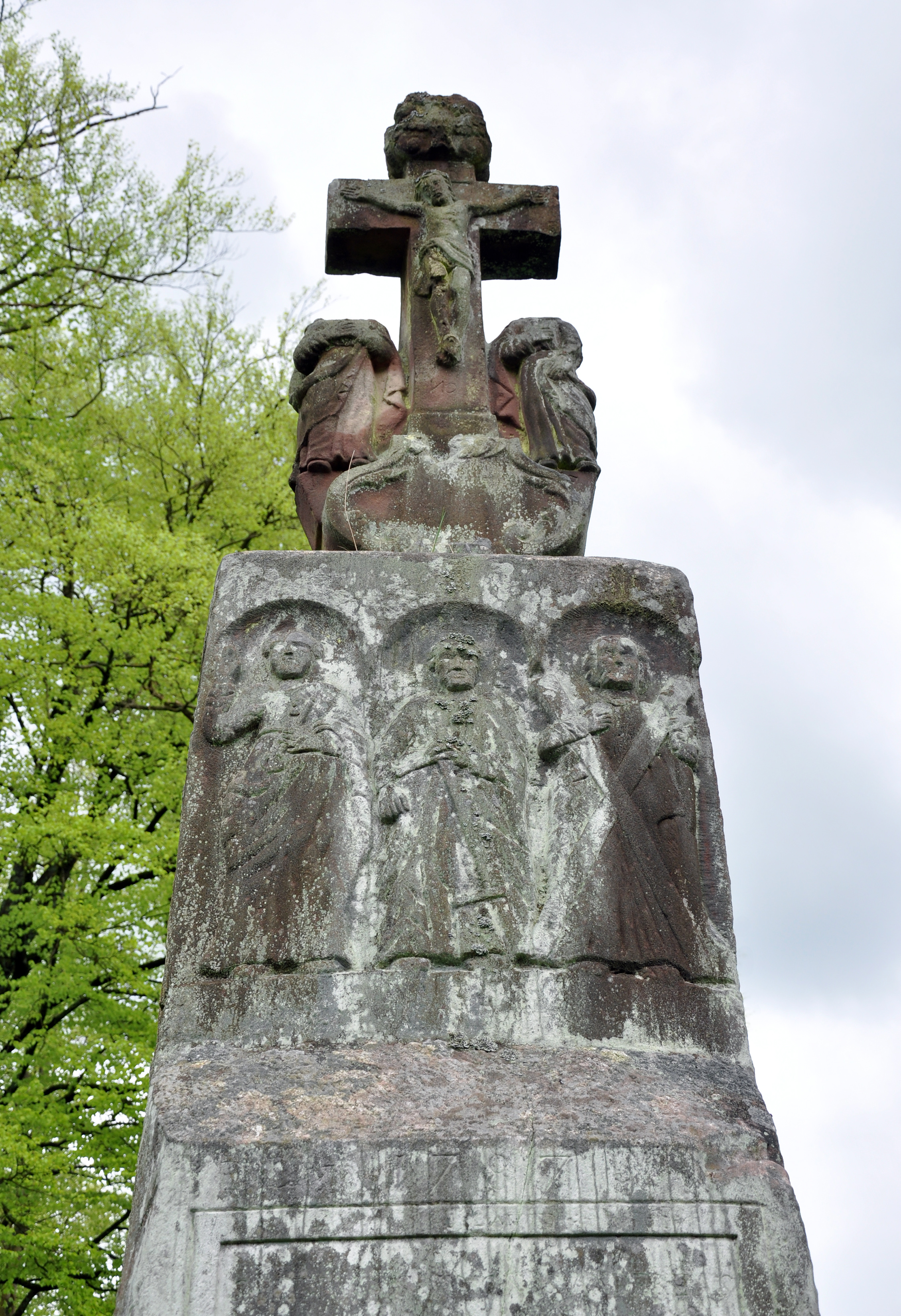
La Pierre des douze Apôtres de Meisenthal (Moselle), France, christianisé.
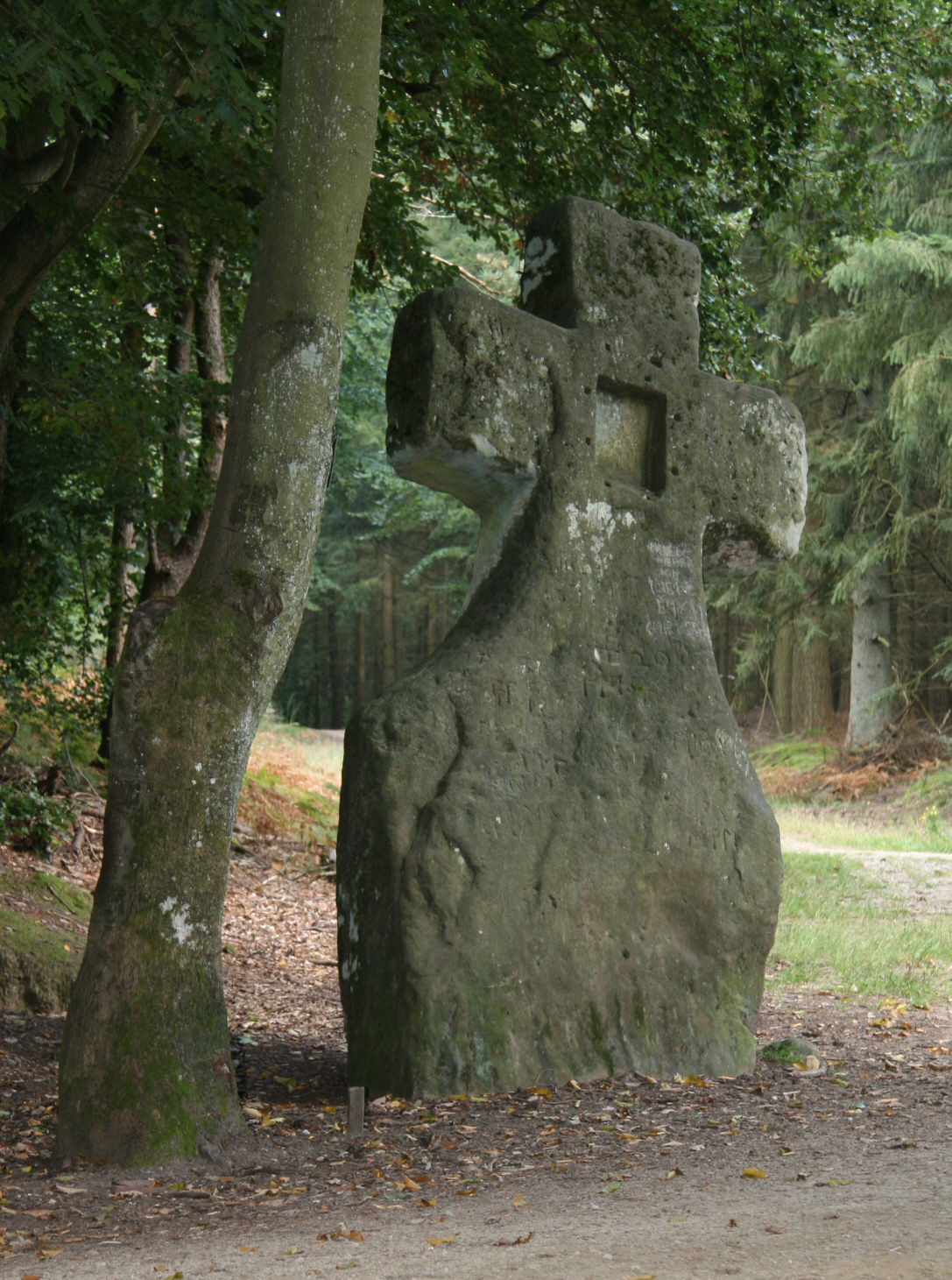
La Fraubillenkreuz, un menhir sculpté en forme de croix, en Allemagne.
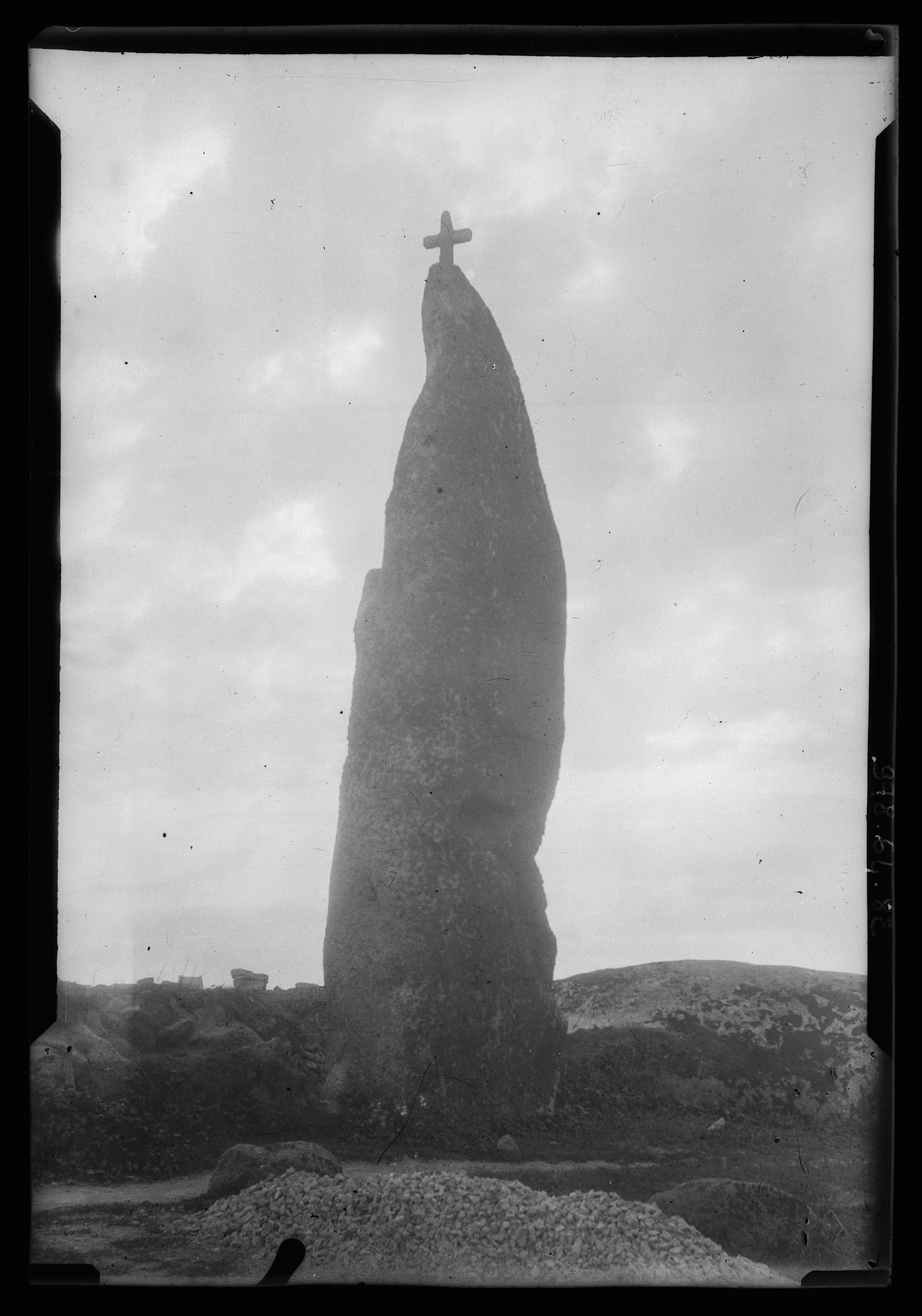
Menhir de Men Marz/Menhir de Pontusval (Brignonan-Plages), christianisé

### Destructions

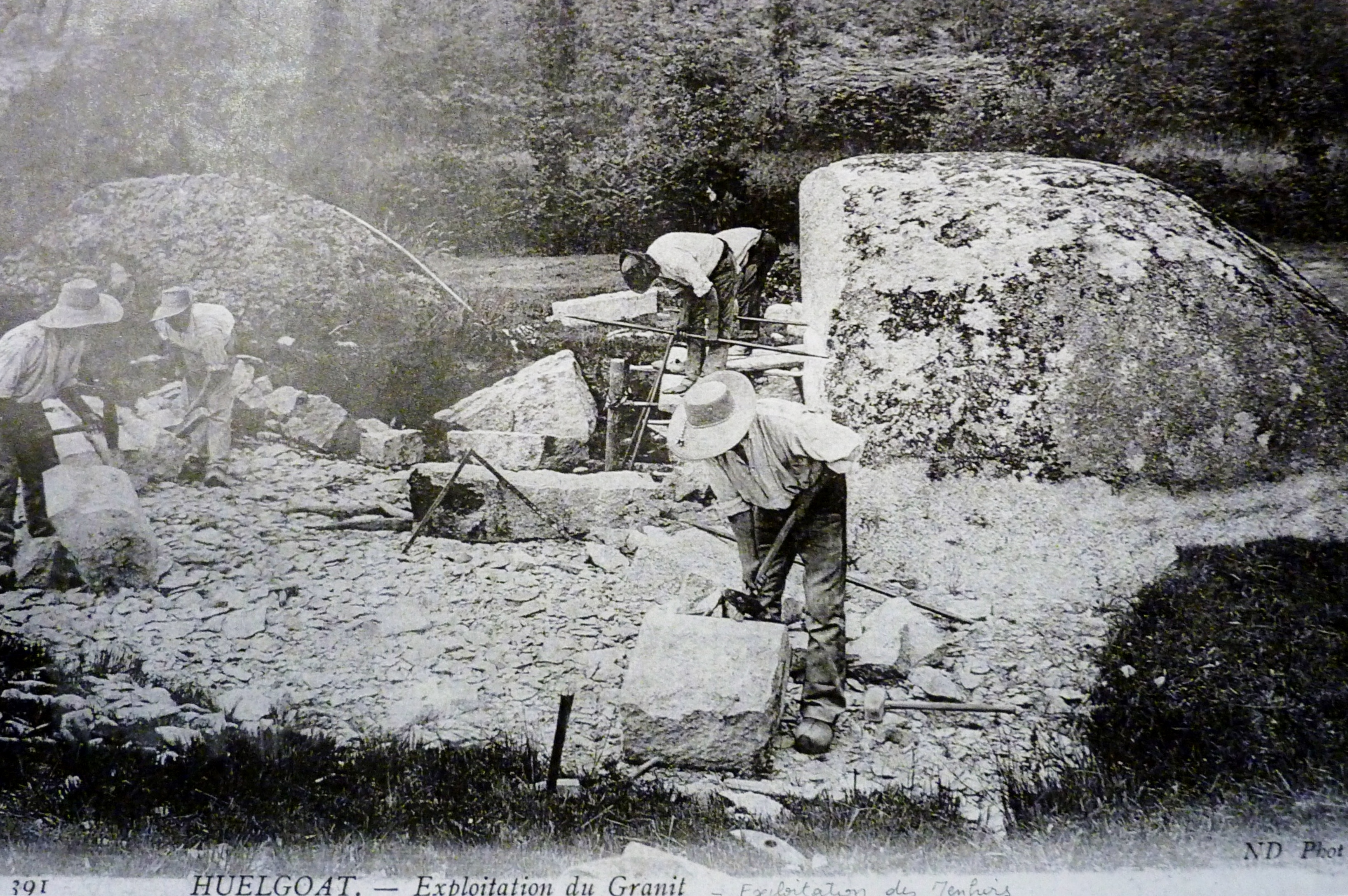
Huelgoat : destruction d'un menhir par des carriers vers 1900.

Dans le cas du menhir d'Er Grah, il a été démontré que sa destruction et sa réutilisation furent très anciennes. L'empereur Charlemagne, dans son Admonitio generalis de 789 renouvelé dans l'article 41 du capitulaire des missi dominici mis au point vers l'an 800, avait ordonné la destruction des pierres païennes que vénéraient les populations. Au Moyen Âge, beaucoup de menhirs furent christianisés par la gravure de croix ou de motifs à caractère religieux et/ou l'installation d'une croix sur leur sommet et d'autres furent purement et simplement détruits pour les mêmes raisons. En dehors du domaine religieux, et d'une manière plus générale, comme pour tous les mégalithes, les destructions de menhirs qu'elles soient involontaires, par négligence, ou volontaires, furent une pratique courante tout au long des siècles mais elles se sont fortement accrues dans la deuxième moitié du XIXe siècle et tout au long du XXe siècle pour diverses causes successives et cumulatives :
- le démantèlement à des fins de réutilisation de la pierre pour la construction, l'empierrement des chemins, le pavage des rues ;
- les fouilles sommaires pratiquées par des pilleurs, à la recherche d'un supposé trésor caché à leur pied, ou des érudits du XIXe siècle, aux méthodes expéditives, ayant entraîné la chute puis la destruction progressive ;
- lorsqu'ils se situent au-milieu des champs, la gêne supposée pour les cultures, surtout quand celles-ci sont mécanisées ;

En Bretagne, on estime ainsi que l'invention de la dynamite et la généralisation des remembrements du XXe siècle sont responsables des trois-quarts des destructions.
On estime que sur les 50 000 mégalithes ayant été érigés en Europe de l'Ouest et du Nord, environ 10 000 subsistent à notre époque.

## Essais d'interprétation
Aujourd'hui encore la signification précise des menhirs demeure totalement incertaine, et les pierres levées « demeurent pudiquement enveloppées d'un mystère épais ».

### Thèses astronomiques
Fin XVIIIe siècle, les premiers érudits, pétris de culture classique, suggèrent que les menhirs résultent de cultes druidiques ou de constructions liées à des calendriers primitifs. Tout au long du XIXe siècle, l'essor de la celtomanie contribue à associer immanquablement les menhirs aux Celtes et à développer des théories, plus ou moins complexes, associant les menhirs aux astres et dans le même temps à associer les dolmens à des sacrifices sanglants. Les pierres dressées n'ont pas bénéficié de la part de la communauté scientifique du même intérêt que les sépultures mégalithiques et « le domaine est devenu la terre d'élection d'une para-archéologie pseudo-scientifique ». De nombreux auteurs, archéologues ou amateurs avertis, entreprennent alors de démontrer que certains menhirs avaient des orientations astronomiques précises et partant de cette constatation, exposent que les menhirs et a fortiori les ensembles de menhirs (alignements, cromlechs) devaient servir à calculer la position des astres, toutes ces théories oubliant implicitement que certains menhirs ont été déplacés depuis leur érection et que beaucoup d'ensembles mégalithiques sont incomplets du fait des destructions antérieures. Les ensembles visibles aujourd'hui doivent être considérés avec prudence, il faut tenir compte de certaines restaurations hasardeuses survenues au XIXe siècle (menhirs restaurés en étant dressés sur chant, rectifications « orthodoxes » d'alignement à l'origine bien moins rigoureux), quant aux théories associant plusieurs sites et impliquant des repères astronomiques, elles impliquent que tous les monuments auraient été présents durant les mêmes périodes. De surplus, l’absence récurrente d'éléments de datation précis découverts sur les sites conduit à estimer la période d'édification des menhirs ou des alignements mégalithiques avec une marge d'incertitude pouvant atteindre plus d'un millénaire, dès lors comment les comparer avec des mouvements précis du système solaire ?.

« La problématique de l'orientation astronomique des menhirs a été constamment embrouillée par des travaux fantaisistes ou imprudents, et un discrédit général en a rejailli sur les travaux sérieux, basés sur des faits moins contestables, sinon toujours rédigés prudemment. On a commencé par discerner d'approximatives orientations solaires calendaires, solsticiales ou équinoxiales, puis des stellaires et des lunaires, un peu au bonheur la chance, et bien entendu on les a retrouvées à peu près, ici ou là. C'est très possible qu'il y ait eu quelque chose de ce genre, mais beaucoup moins précis qu'on ne l'imagine. Dans certaines hypothèses en vogue il y a quelques années, on aurait là divers éléments de grands observatoires destinés à prévoir les éclipses. Malgré des tentatives de démonstrations sophistiquées, rien n'a pu être jusqu'ici valablement démontré. Il en est de même quant à l'utilisation d'unités de longueur, de figures géométriques pythagoriciennes ou autres, ou encore d'arrangements quasi géodésiques. Il est trop facile de trouver des semblants de coïncidences qui ne prouvent rien. »

— Pierre-Roland Giot, Préhistoire en Bretagne

### Thèse des menhirs indicateurs
Certaines corrélations peuvent au mieux conduire à émettre des hypothèses. Il a été ainsi observé que l'installation d'un menhir correspond souvent, selon les régions, mais sans aucun caractère systématique démontré, à la présence voisine d'un élément naturel ou anthropique notable pour lequel il aurait pu servir de « menhir indicateur » : proximité d'une ressource hydrique (source, rivière, interfluve) qui pourrait avoir eu une signification sacrée ou un usage purement profane, proximité d'une ou de plusieurs tombes mégalithiques (dolmens), implantation près d'un col en zone de moyenne montagne, sur un rebord ou un sommet de plateau, un point élevé de la côte,.
Si la fonction « menhir indicateur » peut être retenue dans certains contextes funéraires, le lien ou au contraire l'absence de lien demeure discuté et la nature exacte de ce lien demeure difficile à interpréter. Dans l'ouest de la France, si l'association apparente avec des sépultures est assez fréquente, elle doit cependant être nuancée car lorsque les fouilles ont permis de dater assez précisément les monuments respectifs un décalage chronologique parfois très important a pu être constaté. Au Portugal, dans l'Algarve occidental, les menhirs sont concentrés sur des territoires en l'absence de tout mégalithisme funéraire.

## Approche culturelle

### Mythes et légendes
Jusqu'au XIXe siècle, on ne possède pas une connaissance suffisante de la Préhistoire et toutes les constructions qui semblent être antérieures à l'époque gallo-romaine sont attribuées à des Géants supposés avoir habités sur terre dans des temps très anciens. En France, de nombreux menhirs sont ainsi attribués au facéties du géant Gargantua.
La forme phallique des menhirs a souvent conduit à leur prêter de nombreuses vertus pour répondre aux problèmes conjugaux et surtout de fécondité et ceci jusqu'au début du XXe siècle. En Bretagne, de nombreuses traditions rapportent des pratiques similaires consistant pour les jeunes femmes à se frotter tout ou certaine partie du corps (le bas-ventre en particulier) contre un menhir pour régler un souci de stérilité, pour avoir des garçons ou se trouver un mari dans les cas désespérés) ou même de guérison.
D'autres traditions se focalisant sur le caractère spectaculaire des menhirs y voient nécessairement le résultat de l'intervention d'êtres doués de pouvoirs extraordinaires, surnaturels ou religieux : armée d'invasion pétrifiée (alignement de Carnac), individus changés en pierres après avoir tenté de voler un trésor (de lutins, d'une sorcière)  ou s'étant comporté de manière incorrecte envers un prêtre dans l'exercice de ses fonctions sacrées (La Noce de Pierres), projectiles lancés par Gargantua au cours d'un jeu ou lors de combats entre le Diable et la Vierge ou un saint, pierres perdues en chemin lors de leur transport par un personnage doué d'une force surhumaine (le Diable, la Vierge Marie, Gargantua) alors qu'elles étaient destinées à un monument remarquable (château, église, pont) en cours de construction.

### Bande dessinée
Dans les aventures d'Astérix et Obélix, Obélix exerce la profession de tailleur et livreur de menhirs : il est souvent représenté portant un menhir sur le dos. Cette activité est au centre du scénario de l'album Obélix et compagnie ; une allusion à l'aménagement d'un certain terrain à Carnac est également faite dans les albums Astérix en Hispanie et Le Fils d'Astérix. Cet anachronisme plaisant traduit la persistance jusqu'au milieu du XXe siècle (la bande dessinée a été créée en 1959) de la thèse celtique faute d'explication incontestable.

## Répartition mondiale
Les menhirs sont présents un peu partout dans le monde, tout particulièrement en Afrique, en Asie et en Europe, mais c'est en Europe de l'Ouest qu'ils sont les plus nombreux. On les retrouve à travers toute l'Europe, de la zone méridionale (Portugal, Espagne, Corse, etc.) au pourtour de l'océan Atlantique (France, Irlande, Grande-Bretagne), et de l'Europe centrale (Suisse, Autriche, Allemagne) à la Scandinavie (Danemark et Suède). La région a compté jusqu'à 50 000 mégalithes, tandis que le seul Nord-Ouest de la France en compte 1 200. Sous des formes plus récentes, les menhirs se rencontrent également en Afrique (Sénégal), en Asie (Inde, Indonésie, Corée) et même en Amérique du Sud.

### Europe

Extension du mégalithisme préhistorique en Europe de l’Ouest et en Afrique du Nord-Ouest (en marron).

#### France
C'est en Bretagne que l'on trouve les plus grandes concentrations de menhirs, de formes très diverses, que l'on peut voir le plus grand menhir connu au monde (grand menhir brisé d'Er Grah qui mesurait près de 20 m de hauteur) et où les alignements sont les plus nombreux et les plus spectaculaires (alignements de Carnac).
La deuxième concentration de menhirs est située en Lozère sur le site de la Cham des Bondons, qui en compte plus de 150. D'autres départements français disposent d'un patrimoine mégalithique souvent méconnu incluant des menhirs tout à fait remarquable (la Vendée, la Seine-et-Marne, l'Essonne). Le Tarn et la Corse s'illustrent par de fortes concentrations de statues-menhirs.

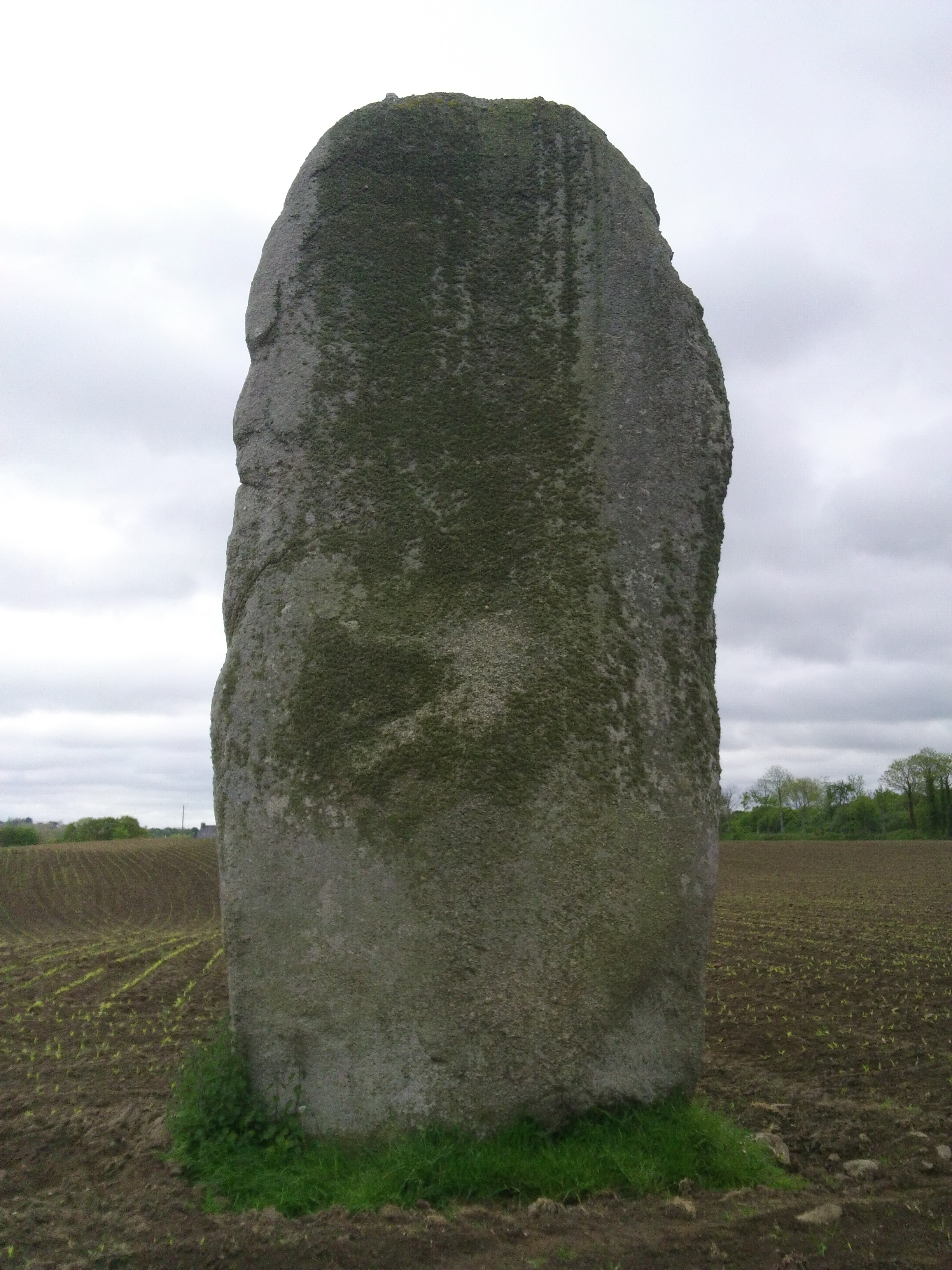
Le Menhir de Kerguézennec.
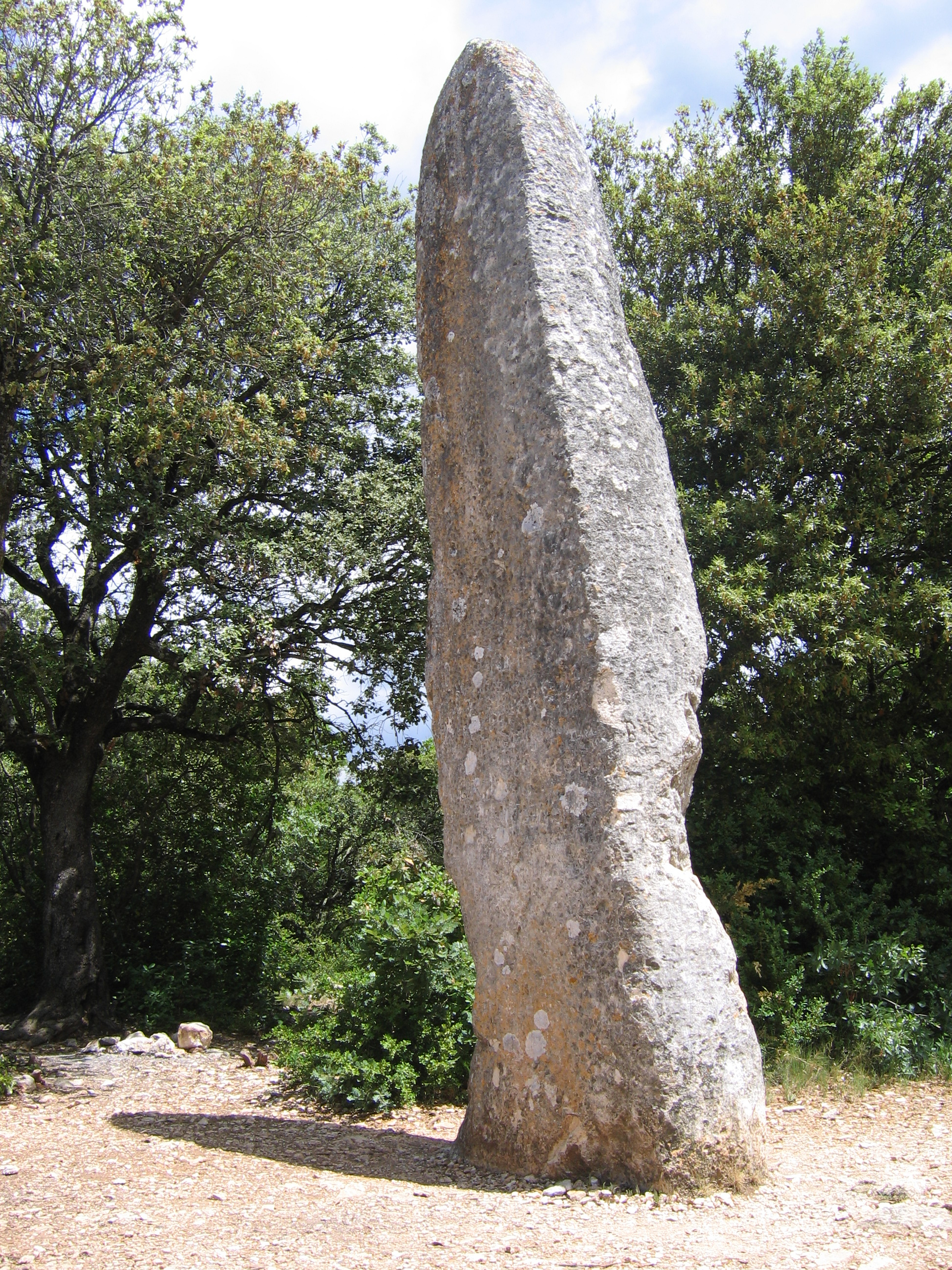
La Pierre plantée à Lussan.
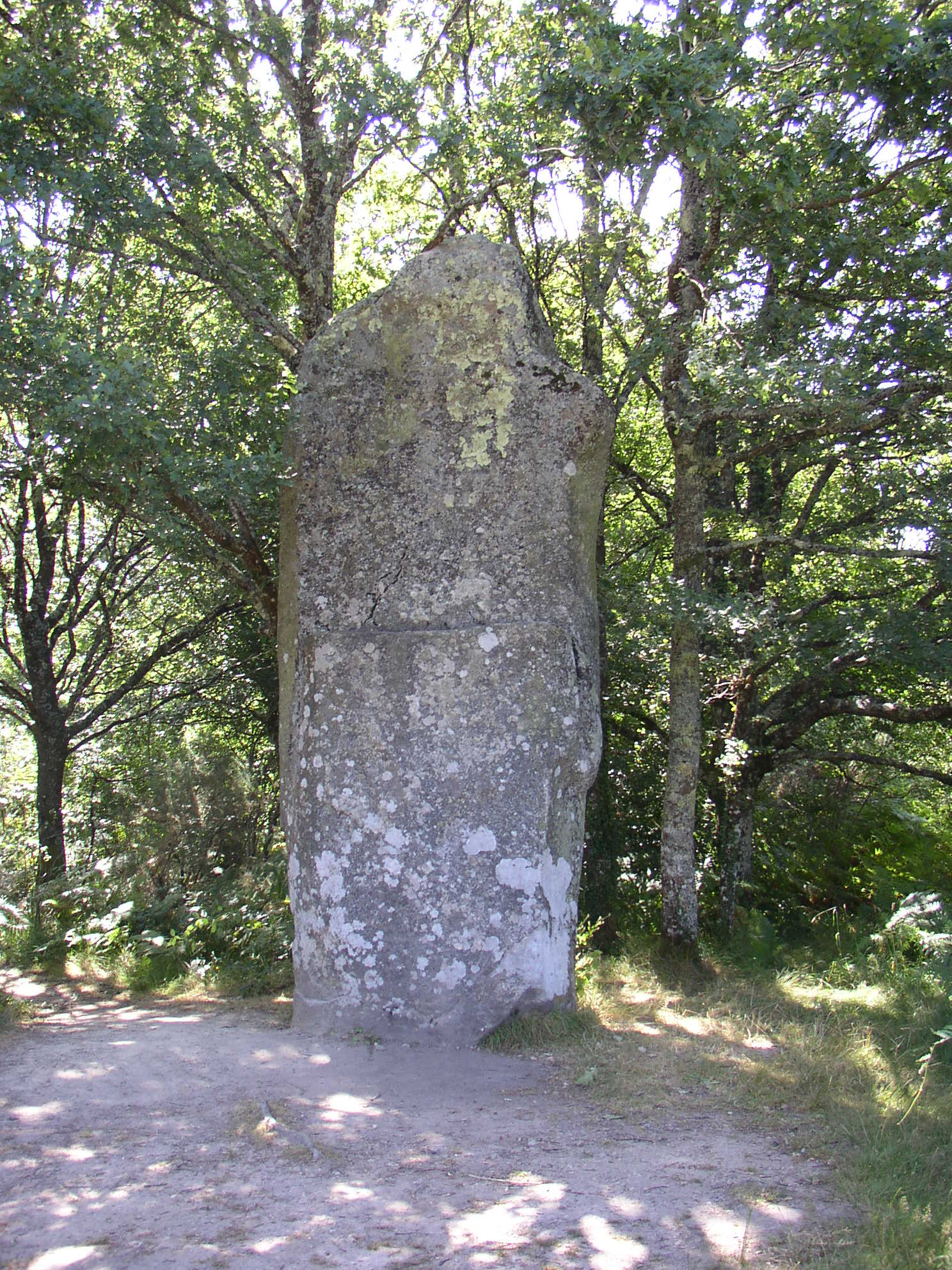
Le Menhir de Ceinturat.
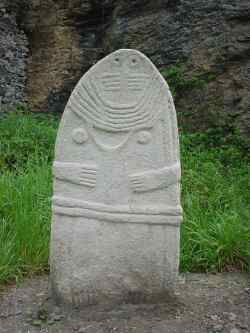
La Dame de Saint-Sernin.
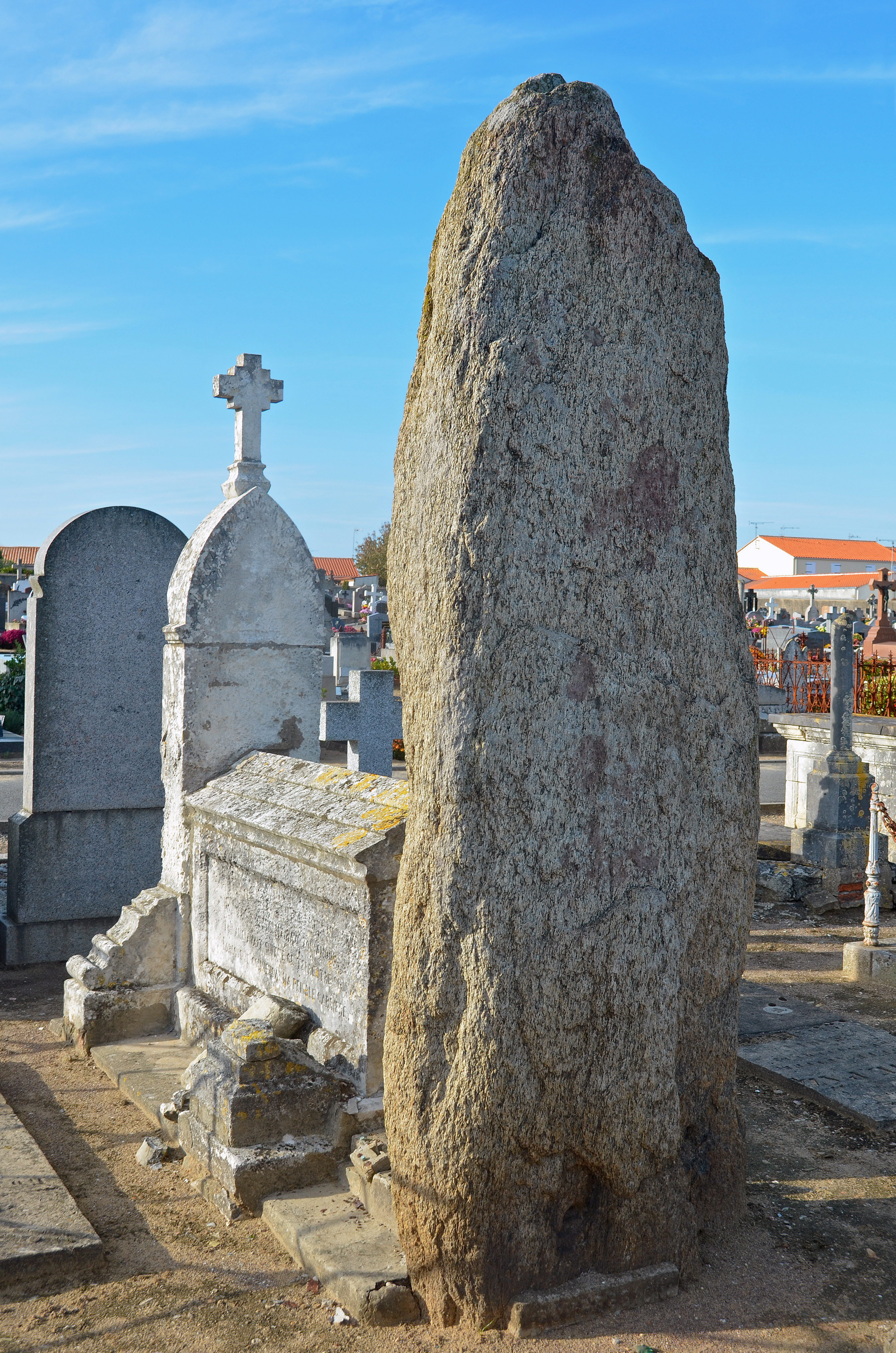
Le Menhir de la Tonnelle.
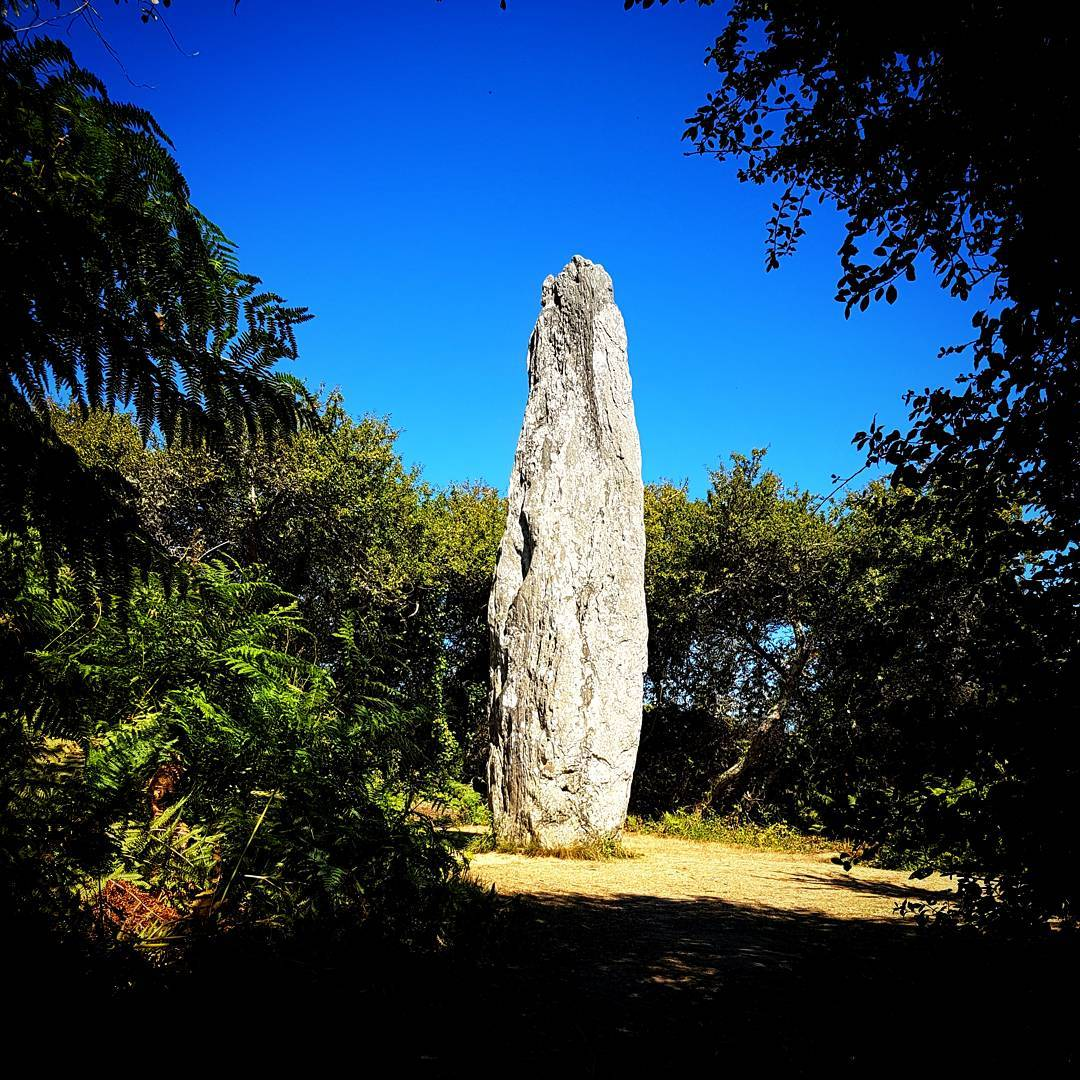
Menhir sur l'île de Groix.

#### Italie
En Italie, c'est dans les Pouilles et en Sardaigne que l'on peut voir le plus grand nombre de menhirs. Les statues-menhirs se concentrent sur la zone alpine (Vallée d'Aoste, Trentin-Haut-Adige), dans la région de Lunigiana, les Pouilles et en Sardaigne.

#### Grande-Bretagne
Les deux menhirs de Giant’s Grave, en Cumbrie, se dressent au pied du dôme de Black Combe, une montagne dans le Parc national du Lake District. Le plus petit menhir porte trois pétroglyphes en spirale, alors que le plus grand n'en a qu'un. On peut accéder au site par l'A595 via un champ jouxtant le passage à niveau.
Le menhir de Longstone est l'unique menhir de l’île de Wight. Le toponyme de Mottistone, qui désigne le village au sud, est une allusion à ce monolithe. C'est en fait un assemblage de deux pierres taillées dans le grès, qui fermaient sans doute à l'origine l'extrémité d'un dolmen disparu de la côte sud-ouest de l’île.

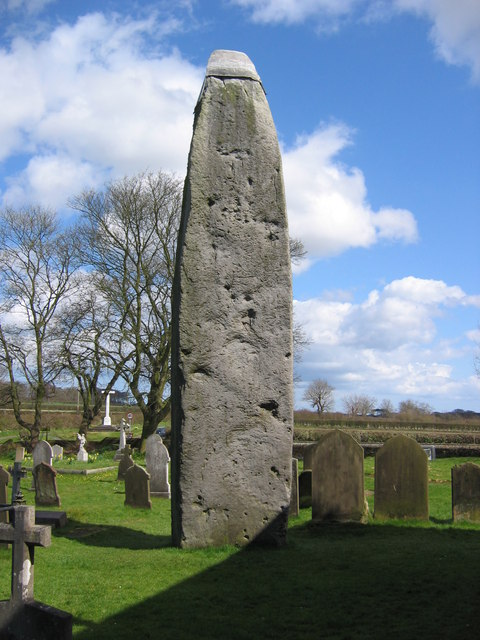
Le menhir de Rudston est le plus grand de Grande-Bretagne.
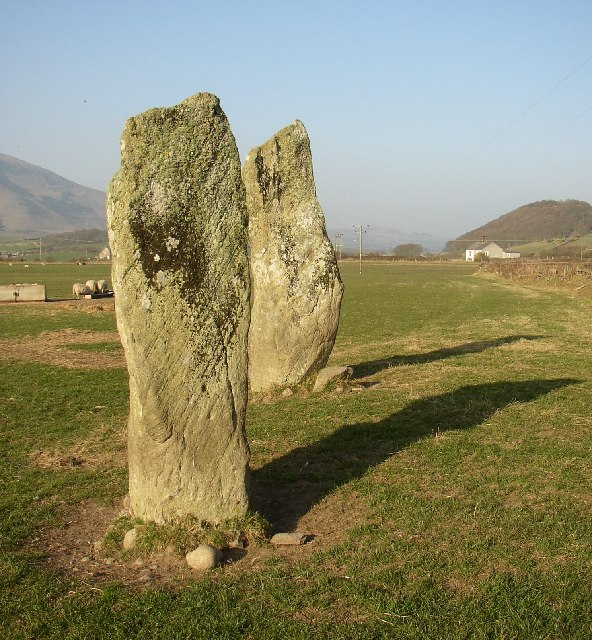
Giant's Grave, Cumbrie.
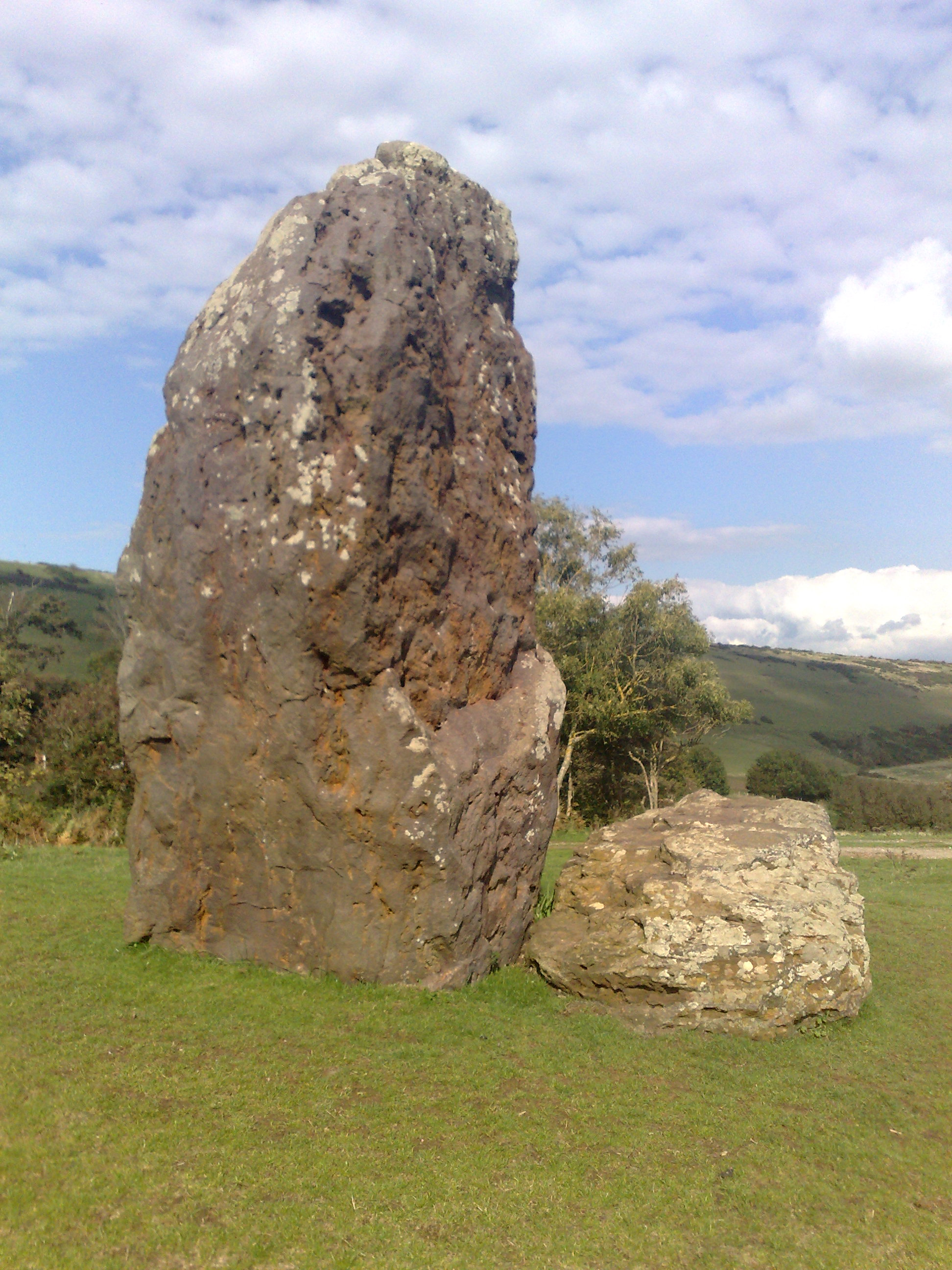
Longstone, île de Wright.

#### Europe centrale
En Allemagne, quelques menhirs sont visibles dans la Sarre : le Spellenstein à Saint-Ingbert, le Hinkelstein à Nohfelden et le Gollenstein à Blieskastel. Le Gollenstein est probablement l'un des plus hauts menhirs  (6,6 m de hauteur) d'Europe centrale. Le Dölauer Jungfrau (aussi appelé Steinerne Jungfrau) situé près de Halle-sur-Saale dans le Land de Saxe-Anhalt mesure 5,5 m de hauteur. En Suisse, l'ensemble de menhirs de Clendy, situé près d'Yverdon au bord du lac de Neuchâtel comprend des monolithes de 4,5 m de hauteur. En 2021, à Saint Léonard dans le Valais, un alignement de 13 menhirs a été découvert.

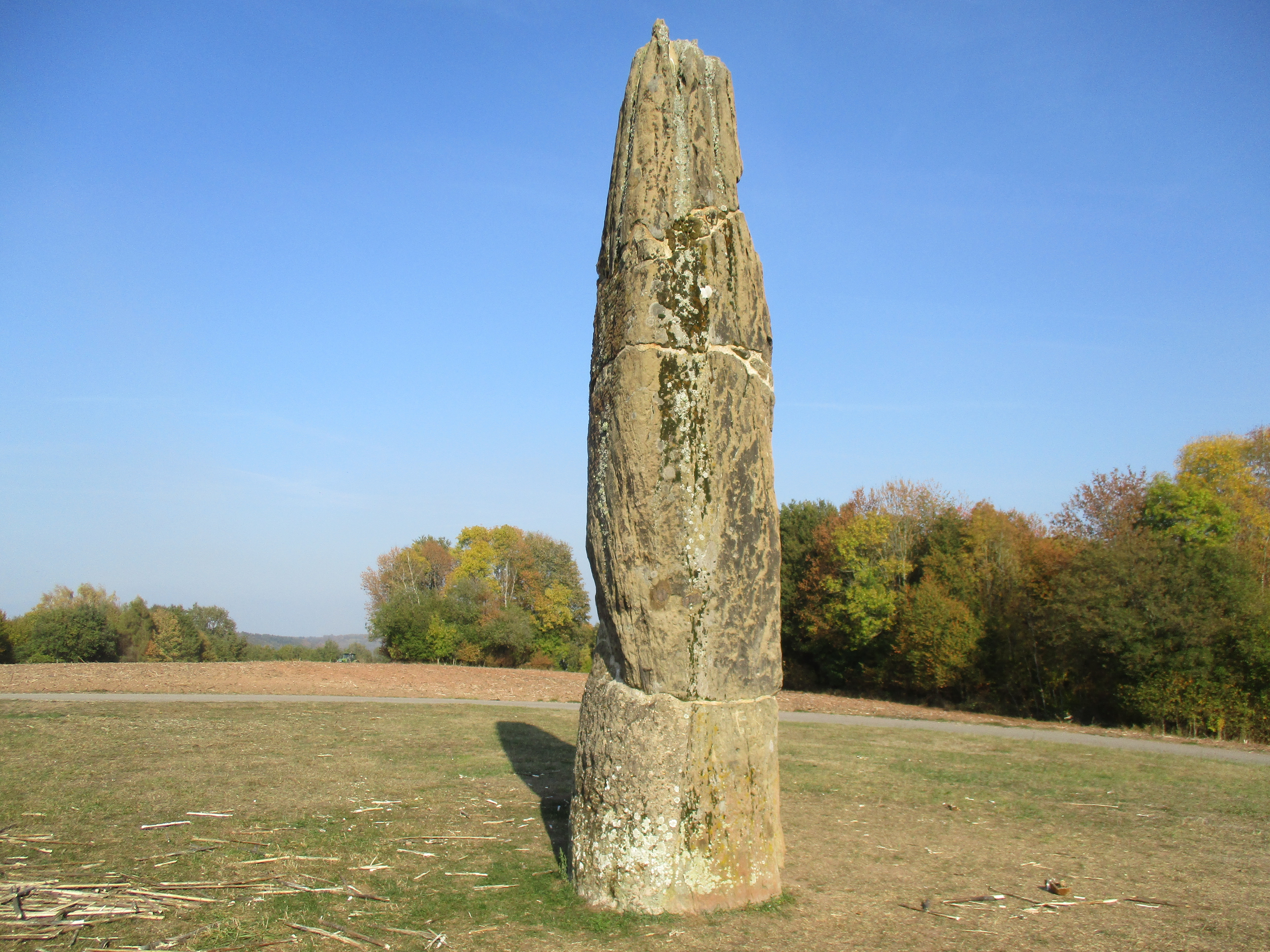
Le menhir du Gollenstein.
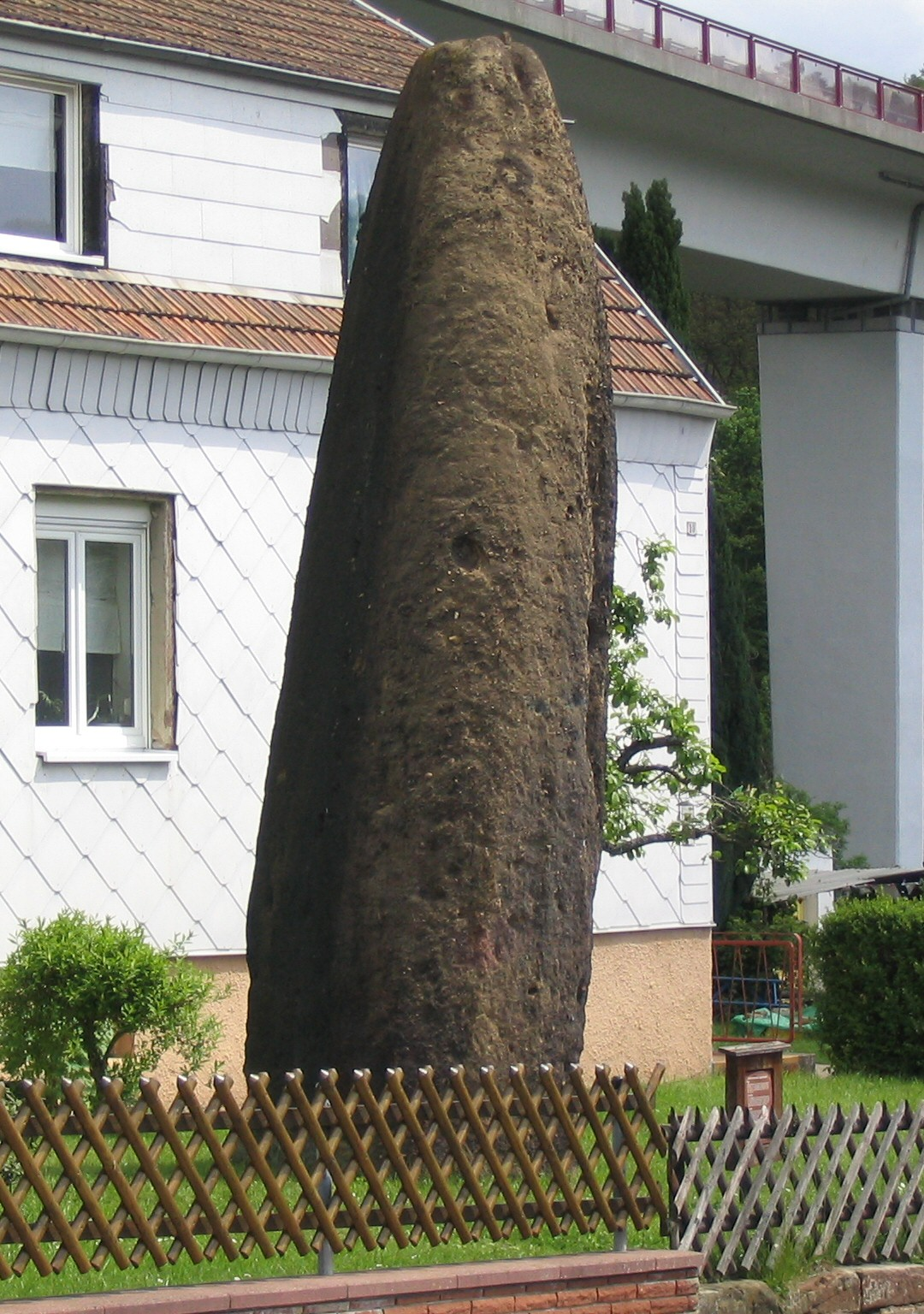
Le Spellenstein.
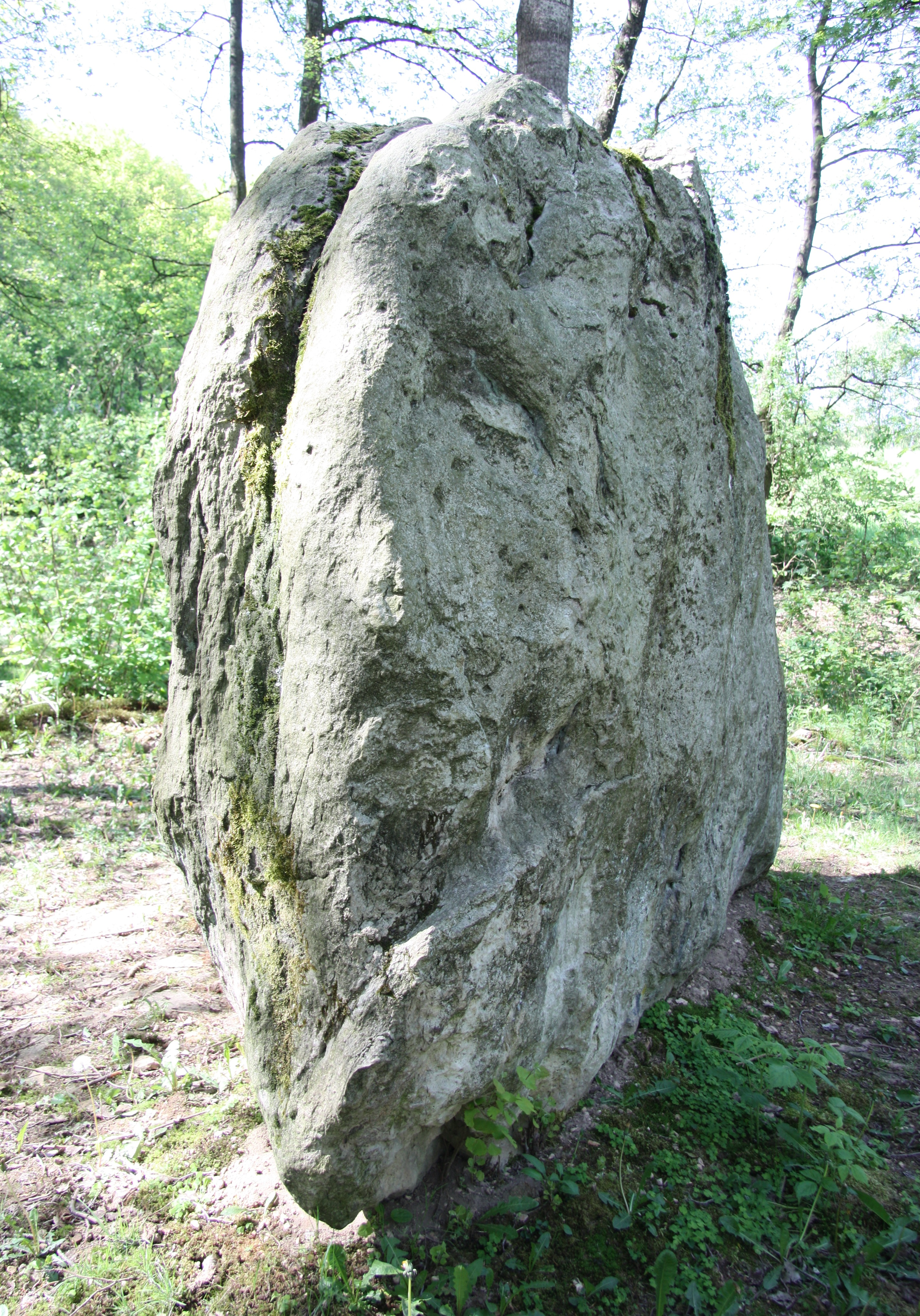
Le Hinkelstein.
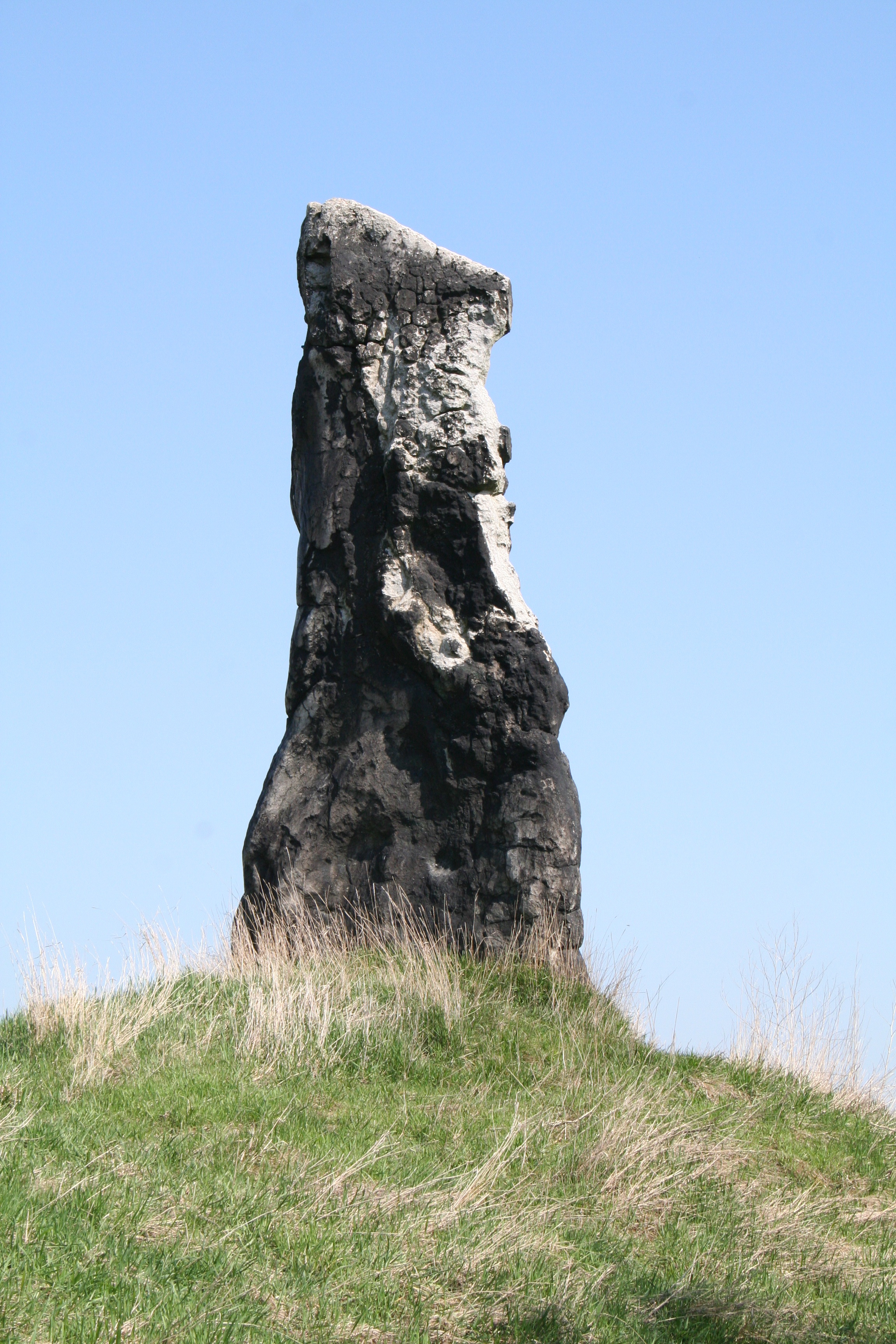
Le Dölauer Jungfrau.
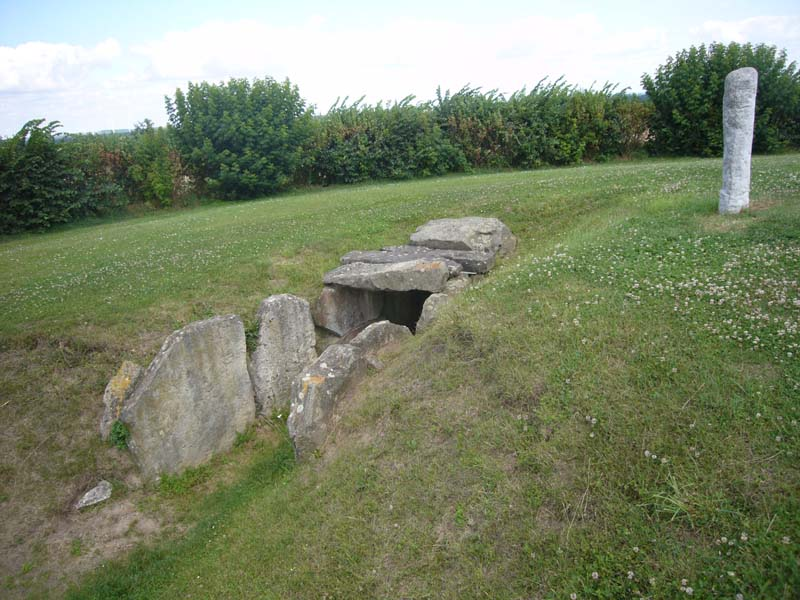
Dolmen et menhir Großsteingrab Langeneichstädt à Mücheln (Geiseltal).
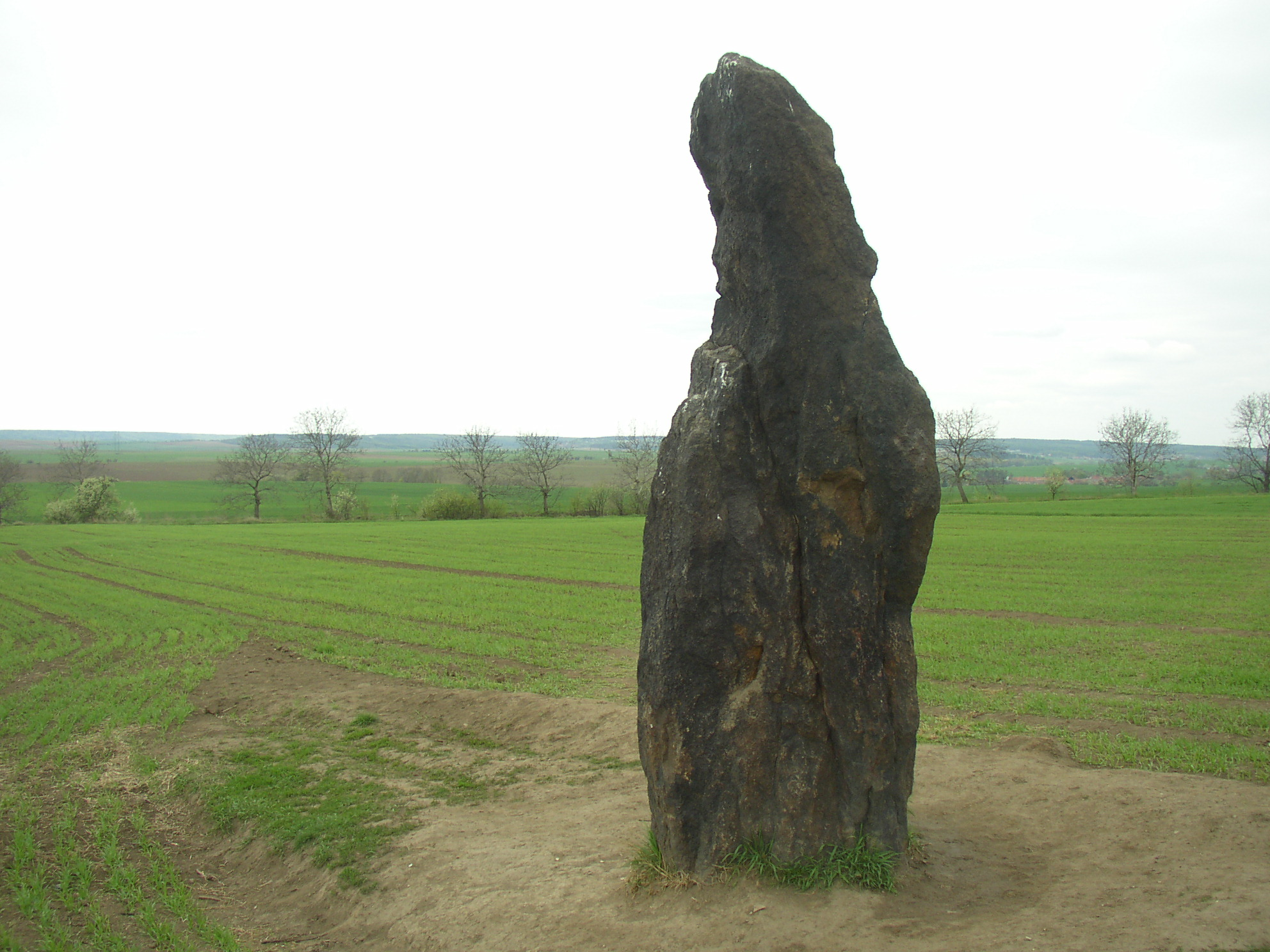
Menhir Kamenný pastýř près de Klobuky, République tchèque.

#### Scandinavie
En Scandinavie, les menhirs sont appelés bautasteiner ou bautastenar et continuèrent à être érigés durant l'âge de fer (Ve au Ier siècle) et au-delà. Ils sont érigés, généralement au-dessus des cendres des morts, de manière unitaire ou en groupe (Bornholm, Gotland, Götaland). La tradition d'ériger des pierres dressées semble s'être poursuivie chez les Goths au Ier siècle sur la rive sud de la mer Baltique (culture de Wielbark),. En Norvège, le site de Frostating, dans le comté de Nord-Trøndelag, correspondant au site d'une assemblée norvégienne primitive comporte un menhir, le Frostatinget. En Suède, au XIIIe siècle, des menhirs sont érigés comme stèles sur les tombes des guerriers. Dans l'introduction à la saga Heimskringla compilée par Snorri Sturluson (1179-1241), celui-ci écrit :

« Quant aux rites funéraires, le premier âge est appelé Âge du Feu ; car tous les morts étaient consumés par le feu, et sur leurs cendres furent dressées des pierres.
Pour les hommes importants, un tertre devait être dressé en leur mémoire, et pour tous les autres guerriers qui s'étaient distingués par leur virilité, une pierre dressée ; cette coutume demeura longtemps après l'ère d'Odin. »

Dans le même document, Snorri écrit que les Suédois brûlèrent leur roi mort Vanlandi et érigèrent une pierre sur ses cendres près de la rivière Skyt (un affluent de la Fyrisån) :

« Les Suédois prirent son corps et le brûlèrent près de la rivière nommée Skytaa, où une pierre fut dressée sur lui. »

Cette tradition est également mentionnée dans le poème Hávamál.

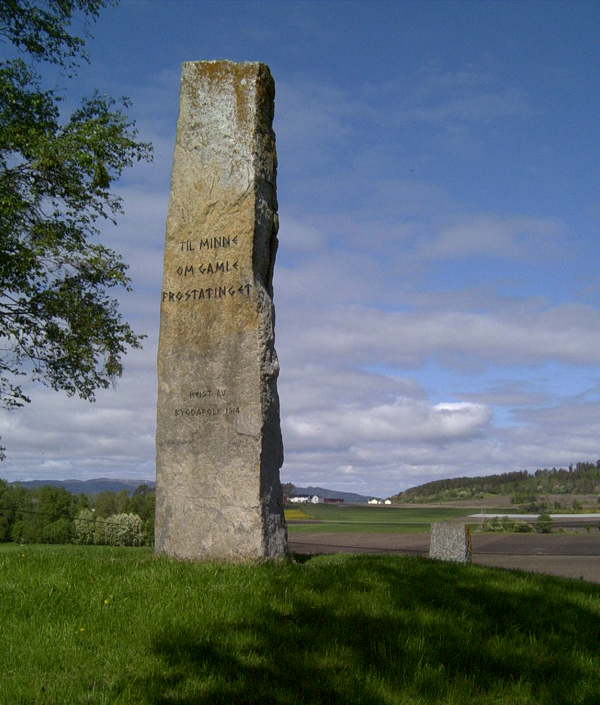
Menhir de Frostatinget.
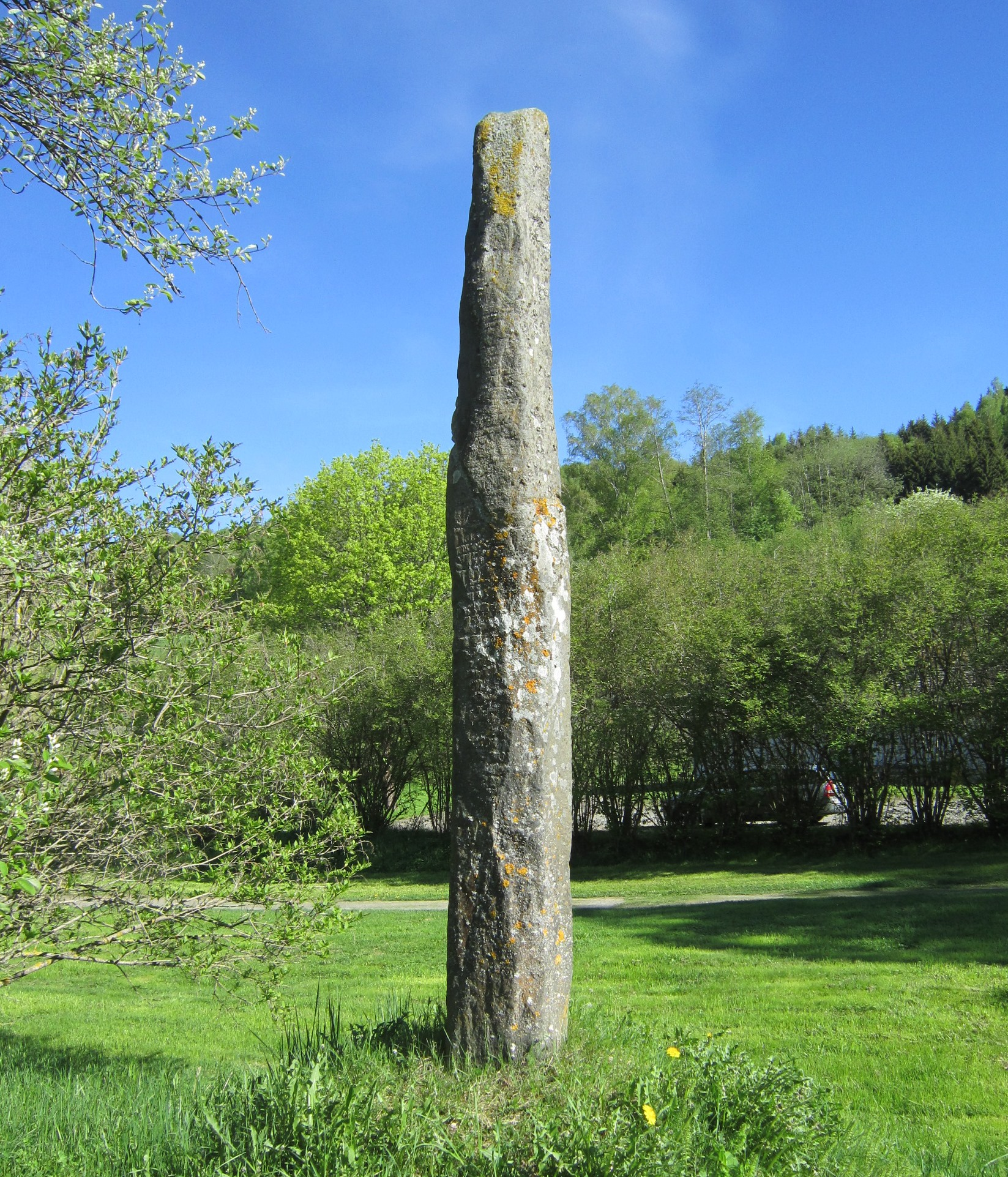
Le menhir de Fåberg, réutilisé comme pierre runique, Norvège.

### Amérique du Sud
Des menhirs sont érigés par les U'wa de Colombie sur leur territoire ancestral. Selon les légendes du peuple, il s'agit des anciens des clans U'wa clans transformés en piliers de pierre. On rencontre également des menhirs à Chita et Chiscas, Boyacá[réf. nécessaire]. La réserve archéologique Los Menhires (es) en Argentine compte 114 menhirs. Les pierres mesurent entre 4 et 5 m de hauteur sur 1 m de largeur. Ils ont été érigés par les Tafí, une culture de la province de Tucumán.

### Asie

#### Arménie
L'Arménie compte de nombreux menhirs (appelés en arménien Վիշապաքար, vichapakar, littéralement « dragon de pierre »). Ce sont des pierres en forme de cigare, de 3 à 6 m de haut. On les rencontre souvent dans les montagnes près des sources de rivière ou des lacs. Un grand nombre sont gravés en forme de poisson.
Le plus ancien vichapkar daterait des XVIIIe au XVIe siècle av. J.-C. Une inscription en cunéiforme urartéen gravée sur un vichap du temple de Garni montre qu'ils ont été créés avant l'époque du royaume d'Urartu (avant le VIIIe siècle).

#### Inde
Le site archéologique de Mudumala (district de Mahabubnagar) compte environ 80 grands menhirs (hauteur maximum 4 m) et plusieurs centaines de petits menhirs. Selon le Dr Rao, certains menhirs du site seraient alignés sur le soleil levant ou couchant aux solstices et aux équinoxes.

#### Iran
Les menhirs sont appelés سنگ‌افراشت (sang-afrāsht) en persan. On en trouve dans plusieurs villages et régions d'Azerbaïdjan oriental, et près d'Amlash et Daylam dans le Gilan ; un double menhir est situé à Kharg dans le golfe Persique.